# Rudolfsbahn
| Ein Güterzug mit Holzcontainern bei Trattenbach. | |                                                                 |                                                                 |
| | |                                                                 |                                                                 |
| Streckennummer (ÖBB): | 102 01 (Abzw Weyer 1–Selzthal) 101 02 (Amstetten–Abzw Amstetten 11) 102 01 (Abzw Amstetten 11–Kastenreith) 203 01 (St. Valentin–Abzw Weyer 1) 404 01 (Selzthal–St. Michael) 413 13 (St. Michael–St. Michael-West) 413 01 (St. Michael-West–St. Veit an der Glan) 408 01 (St. Veit an der Glan–Villach Hbf-Ostbf) 413 01 (Villach Süd Gvbf-Auen–Tarvisio Boscov.) 413 12 (St. Michael–St. Michael-Ost) 413 01 (St. Michael-Ost–Abzw Leoben Hbf 2) 416 01 (Abzw Leoben Hbf 2–Leoben Hbf) 413 14 (Villach Hbf-Ostbf–Villach Süd Gvbf-Auen) |                                                                 |                                                                 |
| Kursbuchstrecke (ÖBB): | 130 (Amstetten–Selzthal) 131 (St. Valentin–Selzthal) 250 (Selzthal–St. Michael) 600 (St. Michael/Leoben–St. Veit an der Glan) 0 und (Villach–Tarvisio Boscoverde) 601 (Friesach–Villach) |                                                                 |                                                                 |
| Streckenlänge: | (St. Valentin–Tarvisio) 407 km (Amstetten–Kastenreith) 43,8 km (St. Michael–Leoben) 11,9 km |                                                                 |                                                                 |
| Spurweite: | 1435 mm (Normalspur) |                                                                 |                                                                 |
| Netzkategorie: | A (Selzthal–St. Veit an der Glan) B1 (St. Valentin–Selzthal) B2 (St. Veit an der Glan–Villach) |                                                                 |                                                                 |
| Streckenklasse: | D4 (Scheifling–Zeltweg = D3) |                                                                 |                                                                 |
| Stromsystem: | 15 kV 16,7 Hz ~ |                                                                 |                                                                 |
| Maximale Neigung: | 22,8 ‰ |                                                                 |                                                                 |
| Minimaler Radius: | 187 m |                                                                 |                                                                 |
| Streckengeschwindigkeit: | 160 km/h |                                                                 |                                                                 |
| Zweigleisigkeit: | Selzthal Süd – St. Veit an der Glan Villach – Tarvisio Boscoverde |                                                                 |                                                                 |
| | |                                                                 |                                                                 |
| \| \| \| Westbahn von Wien \| \| \| \| 124,558 \| Amstetten \| 273 m ü. A. \| \| \| 127,285 2,732 \| Abzw Amstetten 11 \| Abzw Amstetten 11 \| \| \| \| Westbahn nach Salzburg \| \| \| \| 3,600 \| Greinsfurth \| Greinsfurth \| \| \| 3,768 \| Awanst Bundesforste \| Awanst Bundesforste \| \| \| 5,251 \| Awanst Bundesforste \| Awanst Bundesforste \| \| \| \| Ybbs \| \| \| \| 7,735 \| Ulmerfeld-Hausmening \| 301 m ü. A. \| \| \| 11,880 \| Awanst Ybbstaler Fruit Austria \| Awanst Ybbstaler Fruit Austria \| \| \| 11,912 \| Kröllendorf \| Kröllendorf \| \| \| 12,160 \| Awanst Lagerhaus \| Awanst Lagerhaus \| \| \| 15,316 \| Hilm-Kematen \| 329 m ü. A. \| \| \| 17,410 \| Rosenau (ehem. Bahnhof) \| 340 m ü. A. \| \| \| 19,598 \| Awanst Böhlerwerk \| Awanst Böhlerwerk \| \| \| 19,733 \| Sonntagberg \| Sonntagberg \| \| \| 21,396 \| Böhlerwerk a.d. Ybbs \| Böhlerwerk a.d. Ybbs \| \| \| 23,330 \| Waidhofen a.d. Ybbs \| 360 m ü. A. \| \| \| \| Ybbstalbahn nach Kienberg-Gaming \| \| \| \| 24,847 \| Stadt Waidhofen a.d. Ybbs \| Stadt Waidhofen a.d. Ybbs \| \| \| \| Landesgrenze Niederösterreich / Oberösterreich \| \| \| \| 32,220 \| Oberland \| 505 m ü. A. \| \| \| 32,637 \| Oberland Haltestelle \| Oberland Haltestelle \| \| \| 32,823 32,818 \| Fehlerprofil (+5 m) \| Fehlerprofil (+5 m) \| \| \| 34,450 \| Gaflenz \| 478 m ü. A. \| \| \| 40,847 \| Weyer \| 404 m ü. A. \| \| \| \| Westbahn von Salzburg \| \| \| \| \| Donauuferbahn von Mauthausen \| \| \| \| 164,100 \| St. Valentin \| 268 m ü. A. \| \| \| \| Westbahn nach Wien \| \| \| \| 163,507 0,500 \| km-Bruch \| km-Bruch \| \| \| 1,921 \| Awanst Nibelungenwerk \| Awanst Nibelungenwerk \| \| \| 2,710 \| Herzograd \| Herzograd \| \| \| 7,336 \| Ernsthofen \| Ernsthofen \| \| \| 12,638 \| Dorf a.d. Enns (von 29.4.1941 bis 15.03.1950 Betriebsausweiche) \| Dorf a.d. Enns (von 29.4.1941 bis 15.03.1950 Betriebsausweiche) \| \| \| 15,743 \| Ramingdorf-Haidershofen \| Ramingdorf-Haidershofen \| \| \| \| Landesgrenze Niederösterreich / Oberösterreich \| \| \| \| 17,200 \| Steyr BMW-Werk \| Steyr BMW-Werk \| \| \| 18,097 \| Steyr-Münichholz \| Steyr-Münichholz \| \| \| 18,761 18,747 \| Fehlerprofil (+14 m) \| Fehlerprofil (+14 m) \| \| \| 20,424 \| Steyr \| 305 m ü. A. \| \| \| 21,257 21,252 \| Fehlerprofil (+5 m) \| Fehlerprofil (+5 m) \| \| \| \| Enns \| \| \| \| 22,369 \| Garstner Tunnel (28,60 m) \| Garstner Tunnel (28,60 m) \| \| \| 22,591 \| Garsten \| 304 m ü. A. \| \| \| 23,495 23,497 \| Fehlerprofil (-2 m) \| Fehlerprofil (-2 m) \| \| \| 25,100 \| Sand (11. Dezember 2011 aufgelassen) \| Sand (11. Dezember 2011 aufgelassen) \| \| \| 26,016 26,022 \| Fehlerprofil (-6 m) \| Fehlerprofil (-6 m) \| \| \| 26,924 26,918 \| Fehlerprofil (+6 m) \| Fehlerprofil (+6 m) \| \| \| 27,670 \| Lahrndorf \| Lahrndorf \| \| \| 30,417 \| Dürnbach \| Dürnbach \| \| \| 32,979 32,971 \| Fehlerprofil (+8 m) \| Fehlerprofil (+8 m) \| \| \| 33,710 \| Ternberg \| Ternberg \| \| \| 35,978 \| Trattenbach \| Trattenbach \| \| \| 42,145 \| Losenstein \| Losenstein \| \| \| 45,783 \| Rohrbachgraben 02.06.1996 aufgelassen \| Rohrbachgraben 02.06.1996 aufgelassen \| \| \| 48,140 \| Reichraming \| 359 m ü. A. \| \| \| 51,145 \| Großraming Kraftwerk (9. Dezember 2018 aufgelassen) \| Großraming Kraftwerk (9. Dezember 2018 aufgelassen) \| \| \| 54,930 \| Großraming (bis 02.09.2013 Bahnhof) \| 370 m ü. A. \| \| \| 61,231 \| Küpfern Haltestelle \| Küpfern Haltestelle \| \| \| 61,410 \| Küpfern \| Küpfern \| \| \| 63,417 \| Kastenreither Dach (8 m) \| Kastenreither Dach (8 m) \| \| \| 63,425 \| Kastenreither Tunnel (324,25 m) \| Kastenreither Tunnel (324,25 m) \| \| \| 43,671 63,764 \| Kastenreith \| Kastenreith \| \| \| \| \| \| \| \| 43,804 63,897 \| Abzw Weyer 1) \| Abzw Weyer 1) \| \| \| 66,950 \| Kleinreifling \| 388 m ü. A. \| \| \| 73,417 \| Schönau-Fockenauer Tunnel (224 m) \| Schönau-Fockenauer Tunnel (224 m) \| \| \| 75,552 \| Schönau an der Enns (9. Dezember 2007 aufgelassen) \| Schönau an der Enns (9. Dezember 2007 aufgelassen) \| \| \| 75,630 75,638 \| Fehlerprofil (-8 m) \| Fehlerprofil (-8 m) \| \| \| 77,935 77,941 \| Fehlerprofil (-6 m) \| Fehlerprofil (-6 m) \| \| \| 79,304 79,300 \| Fehlerprofil (+4 m) \| Fehlerprofil (+4 m) \| \| \| 79,443 \| Laussa-Kesselberg-Tunnel (176,20 m) \| Laussa-Kesselberg-Tunnel (176,20 m) \| \| \| \| Landesgrenze Oberösterreich / Steiermark \| \| \| \| 79,823 \| Altenmarkt-Tunnel (35,10 m) \| Altenmarkt-Tunnel (35,10 m) \| \| \| 80,884 80,894 \| Fehlerprofil (-10 m) \| Fehlerprofil (-10 m) \| \| \| 81,496 \| Weißenbach-St. Gallen \| 410 m ü. A. \| \| \| 82,557 82,560 \| Fehlerprofil (-3 m) \| Fehlerprofil (-3 m) \| \| \| 84,882 \| Wolfsbachau-Tunnel (92,70 m) \| Wolfsbachau-Tunnel (92,70 m) \| \| \| 85,952 \| Betriebsausweiche Wolfsbachau (von 03.06.1940 bis 30.12.1947) \| Betriebsausweiche Wolfsbachau (von 03.06.1940 bis 30.12.1947) \| \| \| 86,200 \| Wolfsbachau (02.06.1996 aufgelassen) \| Wolfsbachau (02.06.1996 aufgelassen) \| \| \| 86,851 \| Lofer-Tunnel (395 m) \| Lofer-Tunnel (395 m) \| \| \| 90,534 \| Großreiflinger Tunnel (348,80 m) \| Großreiflinger Tunnel (348,80 m) \| \| \| 92,212 \| Großreifling (seit 12.12.2009 kein PV) \| 446 m ü. A. \| \| \| 93,162 \| Salza-Tunnel (296,39 m) \| Salza-Tunnel (296,39 m) \| \| \| 94,263 \| Landl-Lawinendach (12 m) \| Landl-Lawinendach (12 m) \| \| \| 94,275 \| Landl-Tunnel (57 m) \| Landl-Tunnel (57 m) \| \| \| \| Enns \| \| \| \| 96,422 \| Landl (seit 12.12.2009 kein PV) \| 459 m ü. A. \| \| \| 98,485 \| Awanst Sägewerk \| Awanst Sägewerk \| \| \| 99,028 \| Wandau-Tunnel (103,75 m) \| Wandau-Tunnel (103,75 m) \| \| \| 99,132 \| Wandau-Lawinendach (54 m) \| Wandau-Lawinendach (54 m) \| \| \| 101,266 \| Hieflauer Tunnel (171,10 m) \| Hieflauer Tunnel (171,10 m) \| \| \| 101,840 \| Hieflau (Abzweigweiche) \| Hieflau (Abzweigweiche) \| \| \| \| Erzbergbahn nach Eisenerz \| \| \| \| 102,040 102,033 \| Fehlerprofil (+7 m) \| Fehlerprofil (+7 m) \| \| \| 102,333 \| Hieflau \| 489 m ü. A. \| \| \| 102,699 \| Hieflau Lawinentunnel (300 m) \| Hieflau Lawinentunnel (300 m) \| \| \| 104,422 \| Ennsmauer-Galerie I (29 m) \| Ennsmauer-Galerie I (29 m) \| \| \| 104,532 \| Ennsmauer-Galerie II (25 m) \| Ennsmauer-Galerie II (25 m) \| \| \| 104,575 \| Ennsmauer-Dach (22 m) \| Ennsmauer-Dach (22 m) \| \| \| 104,597 \| Ennsmauer-Tunnel I (53 m) \| Ennsmauer-Tunnel I (53 m) \| \| \| 104,747 \| Ennsmauer-Tunnel II (101 m) \| Ennsmauer-Tunnel II (101 m) \| \| \| 106,864 \| Hochsteg-Tunnel (121 m) \| Hochsteg-Tunnel (121 m) \| \| \| 106,985 \| Hochsteg-Galerie (22 m) \| Hochsteg-Galerie (22 m) \| \| \| 107,520 \| Kummerbrücke (11. Dezember 2005 aufgelassen) \| 568 m ü. A. \| \| \| \| Kummerbrücke (Enns) \| \| \| \| 111,404 \| Gstatterboden i. Nationalpark \| 573 m ü. A. \| \| \| 113,264 \| Rothgraben-Galerie (12 m) \| Rothgraben-Galerie (12 m) \| \| \| 113,477 \| Kühgraben-Galerie (15 m) \| Kühgraben-Galerie (15 m) \| \| \| 114,706 \| Johnsbach i. Nationalpark \| 588 m ü. A. \| \| \| ~116,2 \| Bruckgraben (zw. 1972 und 1977 aufgelassen) \| Bruckgraben (zw. 1972 und 1977 aufgelassen) \| \| \| 118,166 \| Tunnel Gesäuse Eingang (237,62 m) \| Tunnel Gesäuse Eingang (237,62 m) \| \| \| 119,435 \| Gesäuse Eingang (11. Dezember 2005 aufgelassen) \| 628 m ü. A. \| \| \| 125,168 \| Admont \| Admont \| \| \| 130,803 \| Frauenberg a.d. Enns (seit 9. Dezember 2018 kein PV) \| 634 m ü. A. \| \| \| \| Pyhrnbahn von Linz \| \| \| \| 137,269 \| Selzthal-Nord \| Selzthal-Nord \| \| \| 138,996 \| Selzthal \| 639 m ü. A. \| \| \| \| Ennstalbahn nach Bischofshofen \| \| \| \| 140,460 \| Abzw Selzthal-Süd \| Abzw Selzthal-Süd \| \| \| 140,640 \| Schleife Selzthal (geplant) v. Selzthal West \| Schleife Selzthal (geplant) v. Selzthal West \| \| \| 145,214 \| Stadt Rottenmann \| 667 m ü. A. \| \| \| 146,750 \| Rottenmann \| 688 m ü. A. \| \| \| 150,625 150,797 \| Fehlerprofil (-172 m) \| Fehlerprofil (-172 m) \| \| \| 150,847 \| Awanst Holzindustrie Kaml & Huber \| Awanst Holzindustrie Kaml & Huber \| \| \| 151,200 \| Bärndorf-Büschendorf aufgelassen \| Bärndorf-Büschendorf aufgelassen \| \| \| 156,250 156,406 \| Fehlerprofil (-156 m) \| Fehlerprofil (-156 m) \| \| \| 156,497 \| Trieben \| 704 m ü. A. \| \| \| 157,520 157,547 \| Fehlerprofil (-27 m) \| Fehlerprofil (-27 m) \| \| \| 160,925 \| Gaishorn \| 722 m ü. A. \| \| \| 160,958 161,108 \| Fehlerprofil (-150 m) \| Fehlerprofil (-150 m) \| \| \| \| Sonnberg-Tunnel (544 m) \| \| \| \| 165,170 \| Treglwang (Awanst) (14. Dez. 2008 aufgelassen) \| 774 m ü. A. \| \| \| 167,164 \| Üst Wald am Schoberpass 2 \| Üst Wald am Schoberpass 2 \| \| \| 171,645 \| Wald am Schoberpaß \| 849 m ü. A. \| \| \| 173,925 \| Unterwald-Tunnel (1.075 m) \| Unterwald-Tunnel (1.075 m) \| \| \| 177,717 177,853 \| Fehlerprofil (-136 m) \| Fehlerprofil (-136 m) \| \| \| 178,740 \| Kalwang \| 751 m ü. A. \| \| \| 184,710 184,745 \| Fehlerprofil (-35 m) \| Fehlerprofil (-35 m) \| \| \| 186,675 \| Mautern \| 692 m ü. A. \| \| \| 191,600 191,634 \| Fehlerprofil (-34 m) \| Fehlerprofil (-34 m) \| \| \| 191,992 \| Kammern \| 662 m ü. A. \| \| \| 194,403 \| Seiz (14. Dezember 2008 aufgelassen) \| 639 m ü. A. \| \| \| 197,708 \| Traboch-Timmersdorf (14. Dezember 2008 aufgelassen) \| 622 m ü. A. \| \| \| 199,918 199,965 \| Fehlerprofil (-47 m) \| Fehlerprofil (-47 m) \| \| \| 202,412 0,000 \| St. Michael \| 596 m ü. A. \| \| \| \| Beginn Abzweigstrecke St. Michael–Leoben \| \| \| \| 203,824 \| St. Michael-West \| St. Michael-West \| \| \| 1,192 \| St. Michael-Ost \| St. Michael-Ost \| \| \| \| Annaberg-Tunnel (158 m) \| \| \| \| 2,275 23,377 \| Abzw Leoben Hbf 2 \| Abzw Leoben Hbf 2 \| \| \| 6,838 \| Leoben Hinterberg (seit 14. Dez. 2008 aufgelassen) \| Leoben Hinterberg (seit 14. Dez. 2008 aufgelassen) \| \| \| 9,503 \| Gleisanschluss Brauerei Göss \| Gleisanschluss Brauerei Göss \| \| \| 9,981 \| Leoben Göss (seit 14. Dez. 2008 kein Personenverkehr) \| Leoben Göss (seit 14. Dez. 2008 kein Personenverkehr) \| \| \| \| Galgenbergtunnel (5.460 m) \| \| \| \| 20,441 \| Üst Leoben Hbf 1 (nur bei Betriebsstörungen/Bauarbeiten) \| Üst Leoben Hbf 1 (nur bei Betriebsstörungen/Bauarbeiten) \| \| \| \| \| \| \| \| 10,727 17,639 \| Erzbergbahn von Vordernberg \| Erzbergbahn von Vordernberg \| \| \| 16,498 \| Leoben Hbf \| 540 m ü. A. \| \| \| \| nach Bruck an der Mur \| \| \| \| 207,031 \| Kaisersberg-St. Stefan 24.09.1967 aufgelassen \| Kaisersberg-St. Stefan 24.09.1967 aufgelassen \| \| \| 207,450 207,471 \| Fehlerprofil (-21 m) \| Fehlerprofil (-21 m) \| \| \| 209,918 \| Kraubath \| 585 m ü. A. \| \| \| 213,243 \| Üst Kraubath 1 \| Üst Kraubath 1 \| \| \| 213,411 \| Gleisanschluss Hartsteinwerke Preg \| Gleisanschluss Hartsteinwerke Preg \| \| \| 213,724 \| Preg (14. Dezember 2008 aufgelassen) \| 595 m ü. A. \| \| \| 218,336 \| Fentsch-St. Lorenzen \| 604 m ü. A. \| \| \| \| Mur \| \| \| \| 224,684 \| Knittelfeld \| 628 m ü. A. \| \| \| 226,401 \| Gleisanschluss Uitz-Mühle \| Gleisanschluss Uitz-Mühle \| \| \| 228,557 \| Spielberg \| 660 m ü. A. \| \| \| 229,683 \| Lind bei Zeltweg 30.05.1999 aufgelassen \| Lind bei Zeltweg 30.05.1999 aufgelassen \| \| \| \| Anschlussgleis zum Fliegerhorst Hinterstoisser \| \| \| \| 232,351 \| Zeltweg \| 670 m ü. A. \| \| \| \| Fohnsdorfer Bahn nach Pöls \| \| \| \| \| Lavanttalbahn nach Klagenfurt \| \| \| \| 239,760 \| Judenburg \| 708 m ü. A. \| \| \| 246,225 \| Thalheim-Pöls \| 699 m ü. A. \| \| \| 253,765 \| St. Georgen ob Judenburg \| 714 m ü. A. \| \| \| 258,695 \| Unzmarkt \| 735 m ü. A. \| \| \| \| Murtalbahn nach Tamsweg \| \| \| \| \| Mur \| \| \| \| 265,691 \| Scheifling \| 797 m ü. A. \| \| \| 268,719 \| Schrattenberg 31.03.1923 aufgelassen \| Schrattenberg 31.03.1923 aufgelassen \| \| \| 273,774 \| Mariahof-St. Lambrecht \| 892 m ü. A. \| \| \| 278,780 \| Neumarkt in Steiermark \| 841 m ü. A. \| \| \| 281,900 \| Hammerl 24.09.1967 aufgelassen \| Hammerl 24.09.1967 aufgelassen \| \| \| \| \| \| \| \| \| Klammwand-Tunnel (138 m) \| \| \| \| \| \| \| \| \| 286,063 \| Wildbad Einöd 23.05.1993 aufgelassen \| Wildbad Einöd 23.05.1993 aufgelassen \| \| \| 286,554 \| Üst Neumarkt in Steiermark 1 \| Üst Neumarkt in Steiermark 1 \| \| \| \| Landesgrenze Steiermark / Kärnten \| \| \| \| 292,700 \| Metnitztal 28.05.1967 aufgelassen \| Metnitztal 28.05.1967 aufgelassen \| \| \| 295,256 \| Friesach \| 636 m ü. A. \| \| \| 299,955 \| Micheldorf-Hirt \| Micheldorf-Hirt \| \| \| 300,400 \| Hirt Lst \| Hirt Lst \| \| \| \| Gurktalbahn (nach Pöckstein-Zwischenwässern) \| \| \| \| 306,062 \| Treibach-Althofen \| 615 m ü. A. \| \| \| 309,644 \| Kappel am Krappfeld \| 569 m ü. A. \| \| \| 312,500 \| Krappfeld 24.09.1967 aufgelassen \| Krappfeld 24.09.1967 aufgelassen \| \| \| 313,825 \| Passering \| Passering \| \| \| 317,500 \| Pölling 30.05.1999 aufgelassen \| Pölling 30.05.1999 aufgelassen \| \| \| \| Görtschitztalbahn von Hüttenberg \| \| \| \| 319,493 \| Launsdorf-Hochosterwitz \| 522 m ü. A. \| \| \| \| alte Trasse bis 30.09.1912 \| \| \| \| 322,188 \| St. Georgen am Längsee \| St. Georgen am Längsee \| \| \| 327,942 \| St. Veit a.d. Glan \| 476 m ü. A. \| \| \| \| Rosentalbahn nach Jesenice \| \| \| \| 329,011 \| St. Veit a.d. Glan-West \| St. Veit a.d. Glan-West \| \| \| 329,706 329,046 \| Fehlerprofil (+660 m) \| Fehlerprofil (+660 m) \| \| \| 332,700 \| Lebmach (2000 aufgelassen) \| Lebmach (2000 aufgelassen) \| \| \| 334,525 \| Liebenfels Haltestelle \| Liebenfels Haltestelle \| \| \| 335,273 \| Liebenfels (seit 2004 nur Güterverladung) \| Liebenfels (seit 2004 nur Güterverladung) \| \| \| 339,020 \| Tauchendorf-Haidensee \| Tauchendorf-Haidensee \| \| \| 341,446 \| Glanegg \| 497 m ü. A. \| \| \| 343,872 \| Mautbrücken \| 503 m ü. A. \| \| \| 347,167 \| St. Martin-Sittich \| 524 m ü. A. \| \| \| 352,226 \| Feldkirchen in Kärnten \| 547 m ü. A. \| \| \| 356,394 \| Tiffen \| 520 m ü. A. \| \| \| 360,155 \| Steindorf am Ossiacher See \| 509 m ü. A. \| \| \| 363,863 \| Ossiach-Bodensdorf \| 510 m ü. A. \| \| \| 365,242 \| St. Urban am Ossiacher See \| St. Urban am Ossiacher See \| \| \| 368,990 \| Sattendorf \| Sattendorf \| \| \| 370,440 \| Annenheim \| 507 m ü. A. \| \| \| 373,620 \| Villach St. Ruprecht \| Villach St. Ruprecht \| \| \| 374,900 \| Villach Landskron (ab 15.12.2019) \| Villach Landskron (ab 15.12.2019) \| \| \| \| Drautalbahn von Maribor \| \| \| \| \| Gleis 20 (Umfahrung Villach Hbf) \| \| \| \| 376,800 \| Villach Hbf-Ostbf Güterverladebahnhof \| Villach Hbf-Ostbf Güterverladebahnhof \| \| \| 377,620 \| Villach Hbf Bahnsteig 8 an Gleis 20 (bei Bedarf) \| Villach Hbf Bahnsteig 8 an Gleis 20 (bei Bedarf) \| \| \| \| Villach Hbf \| 498 m ü. A. \| \| \| \| \| \| \| \| \| Drautalbahn nach Innichen/San Candido \| \| \| \| 378,320 \| Villach Hbf-Draubrücke \| Villach Hbf-Draubrücke \| \| \| \| Drau \| \| \| \| 379,139 \| Villach Westbahnhof \| Villach Westbahnhof \| \| \| 381,682 \| Villach Warmbad \| Villach Warmbad \| \| \| 382,733 \| Villach Süd Gvbf-Auen \| Villach Süd Gvbf-Auen \| \| \| \| Gail \| \| \| \| \| Karawankenbahn nach Rosenbach \| \| \| \| \| \| \| \| \| 384,051 384,013 \| Fehlerprofil (-47 m) \| Fehlerprofil (-47 m) \| \| \| 384,190 \| Müllern 03.06.1984 aufgelassen \| Müllern 03.06.1984 aufgelassen \| \| \| 384,400 \| Villach Süd Großverschiebebahnhof \| Villach Süd Großverschiebebahnhof \| \| \| 386,486 \| Fürnitz \| Fürnitz \| \| \| \| \| \| \| \| 389,305 \| Neuhaus an der Gail \| 512 m ü. A. \| \| \| 389,670 \| Villach Süd Gvbf-West \| Villach Süd Gvbf-West \| \| \| 392,056 \| Pöckau \| 564 m ü. A. \| \| \| 394,943 \| Arnoldstein \| 567 m ü. A. \| \| \| 395,458 \| Gailtalbahn nach Kötschach-Mauthen \| Gailtalbahn nach Kötschach-Mauthen \| \| \| 395,658 395,800 \| Fehlerprofil (-142 m) \| Fehlerprofil (-142 m) \| \| \| 400,182 \| Thörl-Maglern \| Thörl-Maglern \| \| \| 401,045 94,250 \| Staatsgrenze Österreich / Italien \| Staatsgrenze Österreich / Italien \| \| \| \| \| \| \| \| 93,169 \| Leila-Tunnel (3.269 m) \| Leila-Tunnel (3.269 m) \| \| \| \| Tunnel Coccau di sotto (140 m) \| \| \| \| \| Tunnel Coccau di sopra (517 m) \| \| \| \| 93,586 \| Tarvisio Centrale \| Tarvisio Centrale \| \| \| \| nach Jesenice \| \| \| \| 88,790 \| Tarvisio Boscoverde \| Tarvisio Boscoverde \| \| \| \| \| \| \| \| \| neue Pontebbana nach Udine \| \| \| \| \| alte Pontebbana nach Udine \| \| | |                                                                 |                                                                 |
| Strecke | | Westbahn von Wien                                               | Westbahn von Wien                                               |
| Bahnhof | 124,558 | Amstetten                                                       | 273 m ü. A.                                                     |
| Blockstelle | 127,285 2,732 | Abzw Amstetten 11                                               | Abzw Amstetten 11                                               |
| Abzweig geradeaus und nach rechts | | Westbahn nach Salzburg                                          | Westbahn nach Salzburg                                          |
| Haltepunkt / Haltestelle | 3,600 | Greinsfurth                                                     | Greinsfurth                                                     |
| Abzweig geradeaus und von links | 3,768 | Awanst Bundesforste                                             | Awanst Bundesforste                                             |
| Abzweig geradeaus und von rechts | 5,251 | Awanst Bundesforste                                             | Awanst Bundesforste                                             |
| Brücke über Wasserlauf | | Ybbs                                                            | Ybbs                                                            |
| Bahnhof | 7,735 | Ulmerfeld-Hausmening                                            | 301 m ü. A.                                                     |
| Abzweig geradeaus und von links | 11,880 | Awanst Ybbstaler Fruit Austria                                  | Awanst Ybbstaler Fruit Austria                                  |
| Haltepunkt / Haltestelle | 11,912 | Kröllendorf                                                     | Kröllendorf                                                     |
| Abzweig geradeaus und von links | 12,160 | Awanst Lagerhaus                                                | Awanst Lagerhaus                                                |
| Bahnhof | 15,316 | Hilm-Kematen                                                    | 329 m ü. A.                                                     |
| Haltepunkt / Haltestelle, ehemaliger Bahnhof | 17,410 | Rosenau (ehem. Bahnhof)                                         | 340 m ü. A.                                                     |
| Abzweig geradeaus und ehemals nach rechts | 19,598 | Awanst Böhlerwerk                                               | Awanst Böhlerwerk                                               |
| Haltepunkt / Haltestelle | 19,733 | Sonntagberg                                                     | Sonntagberg                                                     |
| Haltepunkt / Haltestelle | 21,396 | Böhlerwerk a.d. Ybbs                                            | Böhlerwerk a.d. Ybbs                                            |
| Bahnhof · Kopfbahnhof Streckenanfang | 23,330 | Waidhofen a.d. Ybbs                                             | 360 m ü. A.                                                     |
| Strecke · Strecke nach links | | Ybbstalbahn nach Kienberg-Gaming                                | Ybbstalbahn nach Kienberg-Gaming                                |
| Haltepunkt / Haltestelle | 24,847 | Stadt Waidhofen a.d. Ybbs                                       | Stadt Waidhofen a.d. Ybbs                                       |
| Grenze | | Landesgrenze Niederösterreich / Oberösterreich                  | Landesgrenze Niederösterreich / Oberösterreich                  |
| Dienststation / Betriebs- oder Güterbahnhof | 32,220 | Oberland                                                        | 505 m ü. A.                                                     |
| Haltepunkt / Haltestelle | 32,637 | Oberland Haltestelle                                            | Oberland Haltestelle                                            |
| Kilometer-Wechsel | 32,823 32,818 | Fehlerprofil (+5 m)                                             | Fehlerprofil (+5 m)                                             |
| Haltepunkt / Haltestelle | 34,450 | Gaflenz                                                         | 478 m ü. A.                                                     |
| Bahnhof | 40,847 | Weyer                                                           | 404 m ü. A.                                                     |
| Strecke · Strecke | | Westbahn von Salzburg                                           | Westbahn von Salzburg                                           |
| Abzweig geradeaus und von links · Strecke | | Donauuferbahn von Mauthausen                                    | Donauuferbahn von Mauthausen                                    |
| Bahnhof · Strecke | 164,100 | St. Valentin                                                    | 268 m ü. A.                                                     |
| Abzweig geradeaus und nach links · Strecke | | Westbahn nach Wien                                              | Westbahn nach Wien                                              |
| Kilometer-Wechsel · Strecke | 163,507 0,500 | km-Bruch                                                        | km-Bruch                                                        |
| Abzweig geradeaus und nach links · Strecke | 1,921 | Awanst Nibelungenwerk                                           | Awanst Nibelungenwerk                                           |
| Haltepunkt / Haltestelle · Strecke | 2,710 | Herzograd                                                       | Herzograd                                                       |
| Bahnhof · Strecke | 7,336 | Ernsthofen                                                      | Ernsthofen                                                      |
| Haltepunkt / Haltestelle · Strecke | 12,638 | Dorf a.d. Enns (von 29.4.1941 bis 15.03.1950 Betriebsausweiche) | Dorf a.d. Enns (von 29.4.1941 bis 15.03.1950 Betriebsausweiche) |
| Bahnhof · Strecke | 15,743 | Ramingdorf-Haidershofen                                         | Ramingdorf-Haidershofen                                         |
| Grenze · Strecke | | Landesgrenze Niederösterreich / Oberösterreich                  | Landesgrenze Niederösterreich / Oberösterreich                  |
| Dienststation / Betriebs- oder Güterbahnhof · Strecke | 17,200 | Steyr BMW-Werk                                                  | Steyr BMW-Werk                                                  |
| Haltepunkt / Haltestelle · Strecke | 18,097 | Steyr-Münichholz                                                | Steyr-Münichholz                                                |
| Kilometer-Wechsel · Strecke | 18,761 18,747 | Fehlerprofil (+14 m)                                            | Fehlerprofil (+14 m)                                            |
| Bahnhof · Strecke | 20,424 | Steyr                                                           | 305 m ü. A.                                                     |
| Kilometer-Wechsel · Strecke | 21,257 21,252 | Fehlerprofil (+5 m)                                             | Fehlerprofil (+5 m)                                             |
| Brücke über Wasserlauf · Strecke | | Enns                                                            | Enns                                                            |
| Tunnel · Strecke | 22,369 | Garstner Tunnel (28,60 m)                                       | Garstner Tunnel (28,60 m)                                       |
| Bahnhof · Strecke | 22,591 | Garsten                                                         | 304 m ü. A.                                                     |
| Kilometer-Wechsel · Strecke | 23,495 23,497 | Fehlerprofil (-2 m)                                             | Fehlerprofil (-2 m)                                             |
| ehemaliger Haltepunkt / Haltestelle · Strecke | 25,100 | Sand (11. Dezember 2011 aufgelassen)                            | Sand (11. Dezember 2011 aufgelassen)                            |
| Kilometer-Wechsel · Strecke | 26,016 26,022 | Fehlerprofil (-6 m)                                             | Fehlerprofil (-6 m)                                             |
| Kilometer-Wechsel · Strecke | 26,924 26,918 | Fehlerprofil (+6 m)                                             | Fehlerprofil (+6 m)                                             |
| Bahnhof · Strecke | 27,670 | Lahrndorf                                                       | Lahrndorf                                                       |
| Haltepunkt / Haltestelle · Strecke | 30,417 | Dürnbach                                                        | Dürnbach                                                        |
| Kilometer-Wechsel · Strecke | 32,979 32,971 | Fehlerprofil (+8 m)                                             | Fehlerprofil (+8 m)                                             |
| Bahnhof · Strecke | 33,710 | Ternberg                                                        | Ternberg                                                        |
| Haltepunkt / Haltestelle · Strecke | 35,978 | Trattenbach                                                     | Trattenbach                                                     |
| Bahnhof · Strecke | 42,145 | Losenstein                                                      | Losenstein                                                      |
| ehemaliger Haltepunkt / Haltestelle · Strecke | 45,783 | Rohrbachgraben 02.06.1996 aufgelassen                           | Rohrbachgraben 02.06.1996 aufgelassen                           |
| Bahnhof · Strecke | 48,140 | Reichraming                                                     | 359 m ü. A.                                                     |
| ehemaliger Haltepunkt / Haltestelle · Strecke | 51,145 | Großraming Kraftwerk (9. Dezember 2018 aufgelassen)             | Großraming Kraftwerk (9. Dezember 2018 aufgelassen)             |
| Haltepunkt / Haltestelle, ehemaliger Bahnhof · Strecke | 54,930 | Großraming (bis 02.09.2013 Bahnhof)                             | 370 m ü. A.                                                     |
| Haltepunkt / Haltestelle · Strecke | 61,231 | Küpfern Haltestelle                                             | Küpfern Haltestelle                                             |
| Dienststation / Betriebs- oder Güterbahnhof · Strecke | 61,410 | Küpfern                                                         | Küpfern                                                         |
| Tunnel · Strecke | 63,417 | Kastenreither Dach (8 m)                                        | Kastenreither Dach (8 m)                                        |
| Tunnel · Strecke | 63,425 | Kastenreither Tunnel (324,25 m)                                 | Kastenreither Tunnel (324,25 m)                                 |
| Haltepunkt / Haltestelle · Haltepunkt / Haltestelle | 43,671 63,764 | Kastenreith                                                     | Kastenreith                                                     |
| Strecke nach links · Abzweig geradeaus und von rechts | |                                                                 |                                                                 |
| Blockstelle | 43,804 63,897 | Abzw Weyer 1)                                                   | Abzw Weyer 1)                                                   |
| Bahnhof | 66,950 | Kleinreifling                                                   | 388 m ü. A.                                                     |
| Tunnel | 73,417 | Schönau-Fockenauer Tunnel (224 m)                               | Schönau-Fockenauer Tunnel (224 m)                               |
| ehemaliger Bahnhof | 75,552 | Schönau an der Enns (9. Dezember 2007 aufgelassen)              | Schönau an der Enns (9. Dezember 2007 aufgelassen)              |
| Kilometer-Wechsel | 75,630 75,638 | Fehlerprofil (-8 m)                                             | Fehlerprofil (-8 m)                                             |
| Kilometer-Wechsel | 77,935 77,941 | Fehlerprofil (-6 m)                                             | Fehlerprofil (-6 m)                                             |
| Kilometer-Wechsel | 79,304 79,300 | Fehlerprofil (+4 m)                                             | Fehlerprofil (+4 m)                                             |
| Tunnel | 79,443 | Laussa-Kesselberg-Tunnel (176,20 m)                             | Laussa-Kesselberg-Tunnel (176,20 m)                             |
| Grenze | | Landesgrenze Oberösterreich / Steiermark                        | Landesgrenze Oberösterreich / Steiermark                        |
| Tunnel | 79,823 | Altenmarkt-Tunnel (35,10 m)                                     | Altenmarkt-Tunnel (35,10 m)                                     |
| Kilometer-Wechsel | 80,884 80,894 | Fehlerprofil (-10 m)                                            | Fehlerprofil (-10 m)                                            |
| Bahnhof | 81,496 | Weißenbach-St. Gallen                                           | 410 m ü. A.                                                     |
| Kilometer-Wechsel | 82,557 82,560 | Fehlerprofil (-3 m)                                             | Fehlerprofil (-3 m)                                             |
| Tunnel | 84,882 | Wolfsbachau-Tunnel (92,70 m)                                    | Wolfsbachau-Tunnel (92,70 m)                                    |
| ehemaliger Dienststation / Betriebs- oder Güterbahnhof | 85,952 | Betriebsausweiche Wolfsbachau (von 03.06.1940 bis 30.12.1947)   | Betriebsausweiche Wolfsbachau (von 03.06.1940 bis 30.12.1947)   |
| ehemaliger Haltepunkt / Haltestelle | 86,200 | Wolfsbachau (02.06.1996 aufgelassen)                            | Wolfsbachau (02.06.1996 aufgelassen)                            |
| Tunnel | 86,851 | Lofer-Tunnel (395 m)                                            | Lofer-Tunnel (395 m)                                            |
| Tunnel | 90,534 | Großreiflinger Tunnel (348,80 m)                                | Großreiflinger Tunnel (348,80 m)                                |
| Dienststation / Betriebs- oder Güterbahnhof | 92,212 | Großreifling (seit 12.12.2009 kein PV)                          | 446 m ü. A.                                                     |
| Tunnel | 93,162 | Salza-Tunnel (296,39 m)                                         | Salza-Tunnel (296,39 m)                                         |
| Tunnel | 94,263 | Landl-Lawinendach (12 m)                                        | Landl-Lawinendach (12 m)                                        |
| Tunnel | 94,275 | Landl-Tunnel (57 m)                                             | Landl-Tunnel (57 m)                                             |
| Brücke über Wasserlauf | | Enns                                                            | Enns                                                            |
| Dienststation / Betriebs- oder Güterbahnhof | 96,422 | Landl (seit 12.12.2009 kein PV)                                 | 459 m ü. A.                                                     |
| Abzweig geradeaus und von links | 98,485 | Awanst Sägewerk                                                 | Awanst Sägewerk                                                 |
| Tunnel | 99,028 | Wandau-Tunnel (103,75 m)                                        | Wandau-Tunnel (103,75 m)                                        |
| Tunnel | 99,132 | Wandau-Lawinendach (54 m)                                       | Wandau-Lawinendach (54 m)                                       |
| Tunnel | 101,266 | Hieflauer Tunnel (171,10 m)                                     | Hieflauer Tunnel (171,10 m)                                     |
| Blockstelle | 101,840 | Hieflau (Abzweigweiche)                                         | Hieflau (Abzweigweiche)                                         |
| Abzweig geradeaus, nach links und von links | | Erzbergbahn nach Eisenerz                                       | Erzbergbahn nach Eisenerz                                       |
| Kilometer-Wechsel | 102,040 102,033 | Fehlerprofil (+7 m)                                             | Fehlerprofil (+7 m)                                             |
| Bahnhof | 102,333 | Hieflau                                                         | 489 m ü. A.                                                     |
| Tunnel | 102,699 | Hieflau Lawinentunnel (300 m)                                   | Hieflau Lawinentunnel (300 m)                                   |
| Tunnel | 104,422 | Ennsmauer-Galerie I (29 m)                                      | Ennsmauer-Galerie I (29 m)                                      |
| Tunnel | 104,532 | Ennsmauer-Galerie II (25 m)                                     | Ennsmauer-Galerie II (25 m)                                     |
| Tunnel | 104,575 | Ennsmauer-Dach (22 m)                                           | Ennsmauer-Dach (22 m)                                           |
| Tunnel | 104,597 | Ennsmauer-Tunnel I (53 m)                                       | Ennsmauer-Tunnel I (53 m)                                       |
| Tunnel | 104,747 | Ennsmauer-Tunnel II (101 m)                                     | Ennsmauer-Tunnel II (101 m)                                     |
| Tunnel | 106,864 | Hochsteg-Tunnel (121 m)                                         | Hochsteg-Tunnel (121 m)                                         |
| Tunnel | 106,985 | Hochsteg-Galerie (22 m)                                         | Hochsteg-Galerie (22 m)                                         |
| ehemaliger Haltepunkt / Haltestelle | 107,520 | Kummerbrücke (11. Dezember 2005 aufgelassen)                    | 568 m ü. A.                                                     |
| Brücke über Wasserlauf | | Kummerbrücke (Enns)                                             | Kummerbrücke (Enns)                                             |
| Bahnhof | 111,404 | Gstatterboden i. Nationalpark                                   | 573 m ü. A.                                                     |
| Tunnel | 113,264 | Rothgraben-Galerie (12 m)                                       | Rothgraben-Galerie (12 m)                                       |
| Tunnel | 113,477 | Kühgraben-Galerie (15 m)                                        | Kühgraben-Galerie (15 m)                                        |
| Haltepunkt / Haltestelle | 114,706 | Johnsbach i. Nationalpark                                       | 588 m ü. A.                                                     |
| ehemaliger Haltepunkt / Haltestelle | ~116,2 | Bruckgraben (zw. 1972 und 1977 aufgelassen)                     | Bruckgraben (zw. 1972 und 1977 aufgelassen)                     |
| Tunnel | 118,166 | Tunnel Gesäuse Eingang (237,62 m)                               | Tunnel Gesäuse Eingang (237,62 m)                               |
| ehemaliger Bahnhof | 119,435 | Gesäuse Eingang (11. Dezember 2005 aufgelassen)                 | 628 m ü. A.                                                     |
| Bahnhof | 125,168 | Admont                                                          | Admont                                                          |
| Dienststation / Betriebs- oder Güterbahnhof | 130,803 | Frauenberg a.d. Enns (seit 9. Dezember 2018 kein PV)            | 634 m ü. A.                                                     |
| Strecke von rechts · Strecke | | Pyhrnbahn von Linz                                              | Pyhrnbahn von Linz                                              |
| Dienststation / Betriebs- oder Güterbahnhof · Dienststation / Betriebs- oder Güterbahnhof | 137,269 | Selzthal-Nord                                                   | Selzthal-Nord                                                   |
| Bahnhof · Bahnhof | 138,996 | Selzthal                                                        | 639 m ü. A.                                                     |
| Strecke nach rechts · Strecke | | Ennstalbahn nach Bischofshofen                                  | Ennstalbahn nach Bischofshofen                                  |
| Blockstelle | 140,460 | Abzw Selzthal-Süd                                               | Abzw Selzthal-Süd                                               |
| Abzweig geradeaus und ehemals von rechts | 140,640 | Schleife Selzthal (geplant) v. Selzthal West                    | Schleife Selzthal (geplant) v. Selzthal West                    |
| Haltepunkt / Haltestelle | 145,214 | Stadt Rottenmann                                                | 667 m ü. A.                                                     |
| Dienststation / Betriebs- oder Güterbahnhof | 146,750 | Rottenmann                                                      | 688 m ü. A.                                                     |
| Kilometer-Wechsel | 150,625 150,797 | Fehlerprofil (-172 m)                                           | Fehlerprofil (-172 m)                                           |
| Abzweig geradeaus und von links | 150,847 | Awanst Holzindustrie Kaml & Huber                               | Awanst Holzindustrie Kaml & Huber                               |
| ehemaliger Haltepunkt / Haltestelle | 151,200 | Bärndorf-Büschendorf aufgelassen                                | Bärndorf-Büschendorf aufgelassen                                |
| Kilometer-Wechsel | 156,250 156,406 | Fehlerprofil (-156 m)                                           | Fehlerprofil (-156 m)                                           |
| Bahnhof | 156,497 | Trieben                                                         | 704 m ü. A.                                                     |
| Kilometer-Wechsel | 157,520 157,547 | Fehlerprofil (-27 m)                                            | Fehlerprofil (-27 m)                                            |
| Bahnhof | 160,925 | Gaishorn                                                        | 722 m ü. A.                                                     |
| Kilometer-Wechsel | 160,958 161,108 | Fehlerprofil (-150 m)                                           | Fehlerprofil (-150 m)                                           |
| Tunnel | | Sonnberg-Tunnel (544 m)                                         | Sonnberg-Tunnel (544 m)                                         |
| ehemaliger Haltepunkt / Haltestelle | 165,170 | Treglwang (Awanst) (14. Dez. 2008 aufgelassen)                  | 774 m ü. A.                                                     |
| Überleitstelle / Spurwechsel | 167,164 | Üst Wald am Schoberpass 2                                       | Üst Wald am Schoberpass 2                                       |
| Bahnhof | 171,645 | Wald am Schoberpaß                                              | 849 m ü. A.                                                     |
| Tunnel | 173,925 | Unterwald-Tunnel (1.075 m)                                      | Unterwald-Tunnel (1.075 m)                                      |
| Kilometer-Wechsel | 177,717 177,853 | Fehlerprofil (-136 m)                                           | Fehlerprofil (-136 m)                                           |
| Bahnhof | 178,740 | Kalwang                                                         | 751 m ü. A.                                                     |
| Kilometer-Wechsel | 184,710 184,745 | Fehlerprofil (-35 m)                                            | Fehlerprofil (-35 m)                                            |
| Bahnhof | 186,675 | Mautern                                                         | 692 m ü. A.                                                     |
| Kilometer-Wechsel | 191,600 191,634 | Fehlerprofil (-34 m)                                            | Fehlerprofil (-34 m)                                            |
| Haltepunkt / Haltestelle | 191,992 | Kammern                                                         | 662 m ü. A.                                                     |
| Dienststation / Betriebs- oder Güterbahnhof | 194,403 | Seiz (14. Dezember 2008 aufgelassen)                            | 639 m ü. A.                                                     |
| ehemaliger Haltepunkt / Haltestelle | 197,708 | Traboch-Timmersdorf (14. Dezember 2008 aufgelassen)             | 622 m ü. A.                                                     |
| Kilometer-Wechsel | 199,918 199,965 | Fehlerprofil (-47 m)                                            | Fehlerprofil (-47 m)                                            |
| Bahnhof | 202,412 0,000 | St. Michael                                                     | 596 m ü. A.                                                     |
| Strecke von links · Abzweig quer, nach links und nach rechts · Strecke von rechts | | Beginn Abzweigstrecke St. Michael–Leoben                        | Beginn Abzweigstrecke St. Michael–Leoben                        |
| Blockstelle · Strecke | 203,824 | St. Michael-West                                                | St. Michael-West                                                |
| Strecke · Blockstelle | 1,192 | St. Michael-Ost                                                 | St. Michael-Ost                                                 |
| Strecke · Tunnel | | Annaberg-Tunnel (158 m)                                         | Annaberg-Tunnel (158 m)                                         |
| Strecke · Strecke von links (außer Betrieb) · Abzweig geradeaus und ehemals nach rechts | 2,275 23,377 | Abzw Leoben Hbf 2                                               | Abzw Leoben Hbf 2                                               |
| Strecke · Bahnhof (Strecke außer Betrieb) · Strecke | 6,838 | Leoben Hinterberg (seit 14. Dez. 2008 aufgelassen)              | Leoben Hinterberg (seit 14. Dez. 2008 aufgelassen)              |
| Strecke · Abzweig ehemals geradeaus und von rechts · Strecke | 9,503 | Gleisanschluss Brauerei Göss                                    | Gleisanschluss Brauerei Göss                                    |
| Strecke · Dienststation / Betriebs- oder Güterbahnhof · Strecke | 9,981 | Leoben Göss (seit 14. Dez. 2008 kein Personenverkehr)           | Leoben Göss (seit 14. Dez. 2008 kein Personenverkehr)           |
| Strecke · Strecke · Tunnelanfang | | Galgenbergtunnel (5.460 m)                                      | Galgenbergtunnel (5.460 m)                                      |
| Strecke · Strecke · Überleitstelle / Spurwechsel (im Tunnel) | 20,441 | Üst Leoben Hbf 1 (nur bei Betriebsstörungen/Bauarbeiten)        | Üst Leoben Hbf 1 (nur bei Betriebsstörungen/Bauarbeiten)        |
| Strecke · Strecke · Tunnelende | |                                                                 |                                                                 |
| Strecke · Strecke nach links · Abzweig geradeaus, von links und von rechts | 10,727 17,639 | Erzbergbahn von Vordernberg                                     | Erzbergbahn von Vordernberg                                     |
| Strecke · Bahnhof | 16,498 | Leoben Hbf                                                      | 540 m ü. A.                                                     |
| Strecke nach links · Strecke von rechts · Strecke | | nach Bruck an der Mur                                           | nach Bruck an der Mur                                           |
| ehemaliger Haltepunkt / Haltestelle | 207,031 | Kaisersberg-St. Stefan 24.09.1967 aufgelassen                   | Kaisersberg-St. Stefan 24.09.1967 aufgelassen                   |
| Kilometer-Wechsel | 207,450 207,471 | Fehlerprofil (-21 m)                                            | Fehlerprofil (-21 m)                                            |
| Bahnhof | 209,918 | Kraubath                                                        | 585 m ü. A.                                                     |
| Überleitstelle / Spurwechsel | 213,243 | Üst Kraubath 1                                                  | Üst Kraubath 1                                                  |
| Abzweig geradeaus und von links | 213,411 | Gleisanschluss Hartsteinwerke Preg                              | Gleisanschluss Hartsteinwerke Preg                              |
| ehemaliger Haltepunkt / Haltestelle | 213,724 | Preg (14. Dezember 2008 aufgelassen)                            | 595 m ü. A.                                                     |
| Bahnhof | 218,336 | Fentsch-St. Lorenzen                                            | 604 m ü. A.                                                     |
| Brücke über Wasserlauf | | Mur                                                             | Mur                                                             |
| Bahnhof | 224,684 | Knittelfeld                                                     | 628 m ü. A.                                                     |
| Abzweig geradeaus und nach links | 226,401 | Gleisanschluss Uitz-Mühle                                       | Gleisanschluss Uitz-Mühle                                       |
| Haltepunkt / Haltestelle | 228,557 | Spielberg                                                       | 660 m ü. A.                                                     |
| ehemaliger Haltepunkt / Haltestelle | 229,683 | Lind bei Zeltweg 30.05.1999 aufgelassen                         | Lind bei Zeltweg 30.05.1999 aufgelassen                         |
| Abzweig geradeaus und von rechts | | Anschlussgleis zum Fliegerhorst Hinterstoisser                  | Anschlussgleis zum Fliegerhorst Hinterstoisser                  |
| Bahnhof | 232,351 | Zeltweg                                                         | 670 m ü. A.                                                     |
| Abzweig geradeaus und nach rechts | | Fohnsdorfer Bahn nach Pöls                                      | Fohnsdorfer Bahn nach Pöls                                      |
| Abzweig geradeaus und nach links | | Lavanttalbahn nach Klagenfurt                                   | Lavanttalbahn nach Klagenfurt                                   |
| Bahnhof | 239,760 | Judenburg                                                       | 708 m ü. A.                                                     |
| Bahnhof | 246,225 | Thalheim-Pöls                                                   | 699 m ü. A.                                                     |
| Haltepunkt / Haltestelle | 253,765 | St. Georgen ob Judenburg                                        | 714 m ü. A.                                                     |
| Bahnhof · Kopfbahnhof Streckenanfang | 258,695 | Unzmarkt                                                        | 735 m ü. A.                                                     |
| Strecke quer · Kreuzung geradeaus oben · Strecke nach rechts | | Murtalbahn nach Tamsweg                                         | Murtalbahn nach Tamsweg                                         |
| Brücke über Wasserlauf | | Mur                                                             | Mur                                                             |
| Bahnhof | 265,691 | Scheifling                                                      | 797 m ü. A.                                                     |
| ehemaliger Haltepunkt / Haltestelle | 268,719 | Schrattenberg 31.03.1923 aufgelassen                            | Schrattenberg 31.03.1923 aufgelassen                            |
| Bahnhof | 273,774 | Mariahof-St. Lambrecht                                          | 892 m ü. A.                                                     |
| Bahnhof | 278,780 | Neumarkt in Steiermark                                          | 841 m ü. A.                                                     |
| ehemaliger Haltepunkt / Haltestelle | 281,900 | Hammerl 24.09.1967 aufgelassen                                  | Hammerl 24.09.1967 aufgelassen                                  |
| | |                                                                 |                                                                 |
| Tunnel · Strecke | | Klammwand-Tunnel (138 m)                                        | Klammwand-Tunnel (138 m)                                        |
| | |                                                                 |                                                                 |
| ehemaliger Haltepunkt / Haltestelle | 286,063 | Wildbad Einöd 23.05.1993 aufgelassen                            | Wildbad Einöd 23.05.1993 aufgelassen                            |
| Überleitstelle / Spurwechsel | 286,554 | Üst Neumarkt in Steiermark 1                                    | Üst Neumarkt in Steiermark 1                                    |
| Grenze | | Landesgrenze Steiermark / Kärnten                               | Landesgrenze Steiermark / Kärnten                               |
| ehemaliger Haltepunkt / Haltestelle | 292,700 | Metnitztal 28.05.1967 aufgelassen                               | Metnitztal 28.05.1967 aufgelassen                               |
| Bahnhof | 295,256 | Friesach                                                        | 636 m ü. A.                                                     |
| Haltepunkt / Haltestelle | 299,955 | Micheldorf-Hirt                                                 | Micheldorf-Hirt                                                 |
| Blockstelle | 300,400 | Hirt Lst                                                        | Hirt Lst                                                        |
| Strecke von rechts · Strecke | | Gurktalbahn (nach Pöckstein-Zwischenwässern)                    | Gurktalbahn (nach Pöckstein-Zwischenwässern)                    |
| Kopfbahnhof Streckenende · Bahnhof | 306,062 | Treibach-Althofen                                               | 615 m ü. A.                                                     |
| Haltepunkt / Haltestelle | 309,644 | Kappel am Krappfeld                                             | 569 m ü. A.                                                     |
| ehemaliger Haltepunkt / Haltestelle | 312,500 | Krappfeld 24.09.1967 aufgelassen                                | Krappfeld 24.09.1967 aufgelassen                                |
| Haltepunkt / Haltestelle | 313,825 | Passering                                                       | Passering                                                       |
| ehemaliger Haltepunkt / Haltestelle | 317,500 | Pölling 30.05.1999 aufgelassen                                  | Pölling 30.05.1999 aufgelassen                                  |
| Abzweig geradeaus und von links | | Görtschitztalbahn von Hüttenberg                                | Görtschitztalbahn von Hüttenberg                                |
| Bahnhof | 319,493 | Launsdorf-Hochosterwitz                                         | 522 m ü. A.                                                     |
| Abzweig geradeaus und ehemals nach links · Strecke von rechts (außer Betrieb) | | alte Trasse bis 30.09.1912                                      | alte Trasse bis 30.09.1912                                      |
| Haltepunkt / Haltestelle · Strecke (außer Betrieb) | 322,188 | St. Georgen am Längsee                                          | St. Georgen am Längsee                                          |
| Bahnhof · Strecke (außer Betrieb) | 327,942 | St. Veit a.d. Glan                                              | 476 m ü. A.                                                     |
| Abzweig geradeaus, nach links und von links · Abzweig quer und ehemals nach rechts | | Rosentalbahn nach Jesenice                                      | Rosentalbahn nach Jesenice                                      |
| Bahnhof | 329,011 | St. Veit a.d. Glan-West                                         | St. Veit a.d. Glan-West                                         |
| Kilometer-Wechsel | 329,706 329,046 | Fehlerprofil (+660 m)                                           | Fehlerprofil (+660 m)                                           |
| ehemaliger Haltepunkt / Haltestelle | 332,700 | Lebmach (2000 aufgelassen)                                      | Lebmach (2000 aufgelassen)                                      |
| Haltepunkt / Haltestelle | 334,525 | Liebenfels Haltestelle                                          | Liebenfels Haltestelle                                          |
| Dienststation / Betriebs- oder Güterbahnhof | 335,273 | Liebenfels (seit 2004 nur Güterverladung)                       | Liebenfels (seit 2004 nur Güterverladung)                       |
| Haltepunkt / Haltestelle | 339,020 | Tauchendorf-Haidensee                                           | Tauchendorf-Haidensee                                           |
| Bahnhof | 341,446 | Glanegg                                                         | 497 m ü. A.                                                     |
| Haltepunkt / Haltestelle | 343,872 | Mautbrücken                                                     | 503 m ü. A.                                                     |
| Bahnhof | 347,167 | St. Martin-Sittich                                              | 524 m ü. A.                                                     |
| Bahnhof | 352,226 | Feldkirchen in Kärnten                                          | 547 m ü. A.                                                     |
| Haltepunkt / Haltestelle | 356,394 | Tiffen                                                          | 520 m ü. A.                                                     |
| Bahnhof | 360,155 | Steindorf am Ossiacher See                                      | 509 m ü. A.                                                     |
| Bahnhof | 363,863 | Ossiach-Bodensdorf                                              | 510 m ü. A.                                                     |
| Haltepunkt / Haltestelle | 365,242 | St. Urban am Ossiacher See                                      | St. Urban am Ossiacher See                                      |
| Bahnhof | 368,990 | Sattendorf                                                      | Sattendorf                                                      |
| Haltepunkt / Haltestelle | 370,440 | Annenheim                                                       | 507 m ü. A.                                                     |
| Bahnhof | 373,620 | Villach St. Ruprecht                                            | Villach St. Ruprecht                                            |
| Haltepunkt / Haltestelle | 374,900 | Villach Landskron (ab 15.12.2019)                               | Villach Landskron (ab 15.12.2019)                               |
| Abzweig geradeaus und von links · Strecke quer | | Drautalbahn von Maribor                                         | Drautalbahn von Maribor                                         |
| Abzweig geradeaus und nach links · Strecke von rechts | | Gleis 20 (Umfahrung Villach Hbf)                                | Gleis 20 (Umfahrung Villach Hbf)                                |
| Strecke · Dienststation / Betriebs- oder Güterbahnhof | 376,800 | Villach Hbf-Ostbf Güterverladebahnhof                           | Villach Hbf-Ostbf Güterverladebahnhof                           |
| Bahnhof · Strecke | 377,620 | Villach Hbf Bahnsteig 8 an Gleis 20 (bei Bedarf)                | Villach Hbf Bahnsteig 8 an Gleis 20 (bei Bedarf)                |
| Strecke · Bahnhof | | Villach Hbf                                                     | 498 m ü. A.                                                     |
| Strecke von links · Abzweig geradeaus und von rechts · Strecke | |                                                                 |                                                                 |
| Abzweig quer und nach rechts · Kreuzung geradeaus oben · Abzweig geradeaus und nach rechts | | Drautalbahn nach Innichen/San Candido                           | Drautalbahn nach Innichen/San Candido                           |
| Abzweig geradeaus und von links · Strecke nach rechts | 378,320 | Villach Hbf-Draubrücke                                          | Villach Hbf-Draubrücke                                          |
| Brücke über Wasserlauf | | Drau                                                            | Drau                                                            |
| Bahnhof | 379,139 | Villach Westbahnhof                                             | Villach Westbahnhof                                             |
| Haltepunkt / Haltestelle | 381,682 | Villach Warmbad                                                 | Villach Warmbad                                                 |
| Strecke von links · Abzweig geradeaus, nach links und nach rechts · Strecke von rechts | 382,733 | Villach Süd Gvbf-Auen                                           | Villach Süd Gvbf-Auen                                           |
| Brücke über Wasserlauf · Brücke über Wasserlauf · Brücke über Wasserlauf | | Gail                                                            | Gail                                                            |
| Abzweig geradeaus und von links · Kreuzung geradeaus unten · Abzweig quer, nach links und von links | | Karawankenbahn nach Rosenbach                                   | Karawankenbahn nach Rosenbach                                   |
| Abzweig geradeaus und von links · Abzweig geradeaus, von links und von rechts · Strecke nach rechts | |                                                                 |                                                                 |
| Strecke · Kilometer-Wechsel | 384,051 384,013 | Fehlerprofil (-47 m)                                            | Fehlerprofil (-47 m)                                            |
| Strecke · ehemaliger Haltepunkt / Haltestelle | 384,190 | Müllern 03.06.1984 aufgelassen                                  | Müllern 03.06.1984 aufgelassen                                  |
| Dienststation / Betriebs- oder Güterbahnhof · Strecke | 384,400 | Villach Süd Großverschiebebahnhof                               | Villach Süd Großverschiebebahnhof                               |
| Strecke · Bahnhof | 386,486 | Fürnitz                                                         | Fürnitz                                                         |
| Abzweig geradeaus und nach links · Abzweig geradeaus und nach rechts | |                                                                 |                                                                 |
| Strecke · Haltepunkt / Haltestelle | 389,305 | Neuhaus an der Gail                                             | 512 m ü. A.                                                     |
| Strecke nach links · Abzweig geradeaus und von rechts | 389,670 | Villach Süd Gvbf-West                                           | Villach Süd Gvbf-West                                           |
| Haltepunkt / Haltestelle | 392,056 | Pöckau                                                          | 564 m ü. A.                                                     |
| Bahnhof | 394,943 | Arnoldstein                                                     | 567 m ü. A.                                                     |
| Abzweig geradeaus und nach rechts | 395,458 | Gailtalbahn nach Kötschach-Mauthen                              | Gailtalbahn nach Kötschach-Mauthen                              |
| Kilometer-Wechsel | 395,658 395,800 | Fehlerprofil (-142 m)                                           | Fehlerprofil (-142 m)                                           |
| Bahnhof | 400,182 | Thörl-Maglern                                                   | Thörl-Maglern                                                   |
| Grenze | 401,045 94,250 | Staatsgrenze Österreich / Italien                               | Staatsgrenze Österreich / Italien                               |
| Verschwenkung von links (Strecke außer Betrieb) · Verschwenkung von rechts | |                                                                 |                                                                 |
| Strecke (außer Betrieb) · Tunnel | 93,169 | Leila-Tunnel (3.269 m)                                          | Leila-Tunnel (3.269 m)                                          |
| Tunnel (Strecke außer Betrieb) · Strecke | | Tunnel Coccau di sotto (140 m)                                  | Tunnel Coccau di sotto (140 m)                                  |
| Tunnel (Strecke außer Betrieb) · Strecke | | Tunnel Coccau di sopra (517 m)                                  | Tunnel Coccau di sopra (517 m)                                  |
| Bahnhof (Strecke außer Betrieb) · Strecke | 93,586 | Tarvisio Centrale                                               | Tarvisio Centrale                                               |
| Strecke (außer Betrieb) · Abzweig geradeaus und ehemals von links | | nach Jesenice                                                   | nach Jesenice                                                   |
| Strecke (außer Betrieb) · Bahnhof | 88,790 | Tarvisio Boscoverde                                             | Tarvisio Boscoverde                                             |
| Abzweig geradeaus, nach links und von links (Strecke außer Betrieb) · Abzweig geradeaus und ehemals nach rechts | |                                                                 |                                                                 |
| Strecke (außer Betrieb) · Strecke | | neue Pontebbana nach Udine                                      | neue Pontebbana nach Udine                                      |
| Strecke (außer Betrieb) | | alte Pontebbana nach Udine                                      | alte Pontebbana nach Udine                                      |

Der Name Rudolfsbahn leitet sich von der k.k. priv. Kronprinz Rudolf-Bahn Gesellschaft (KRB) ab. Deren 1868 bis 1873 eröffnete Hauptstrecke hat folgenden Verlauf: St. Valentin–Kastenreith–Kleinreifling–Selzthal–Schoberpass–St. Michael–Neumarkter Sattel–St. Veit an der Glan–Feldkirchen in Kärnten–Villach–Tarvisio.

## Geschichte

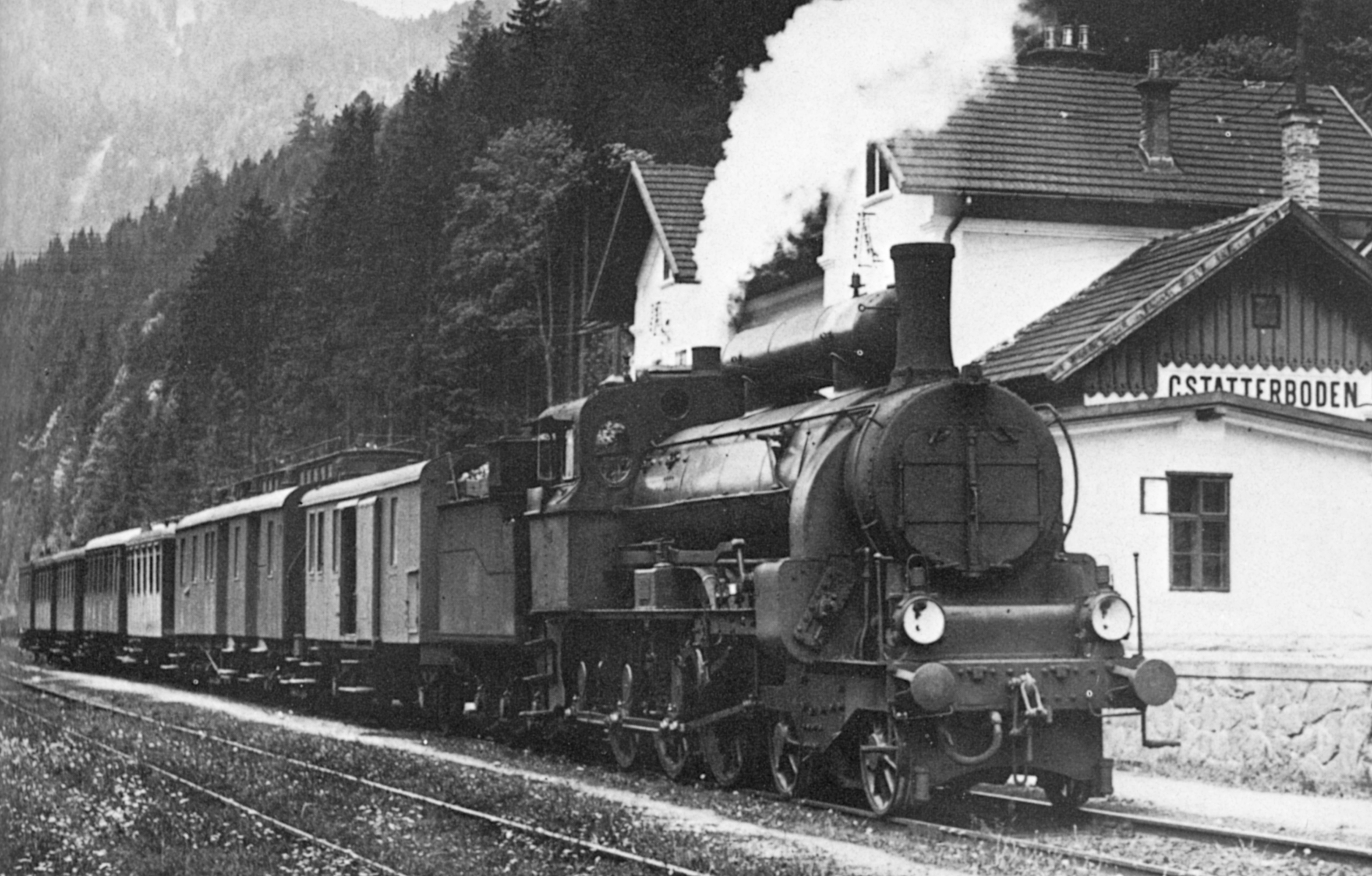
Personenzug mit Lok der Reihe 9 im Bahnhof Gstatterboden (1928)

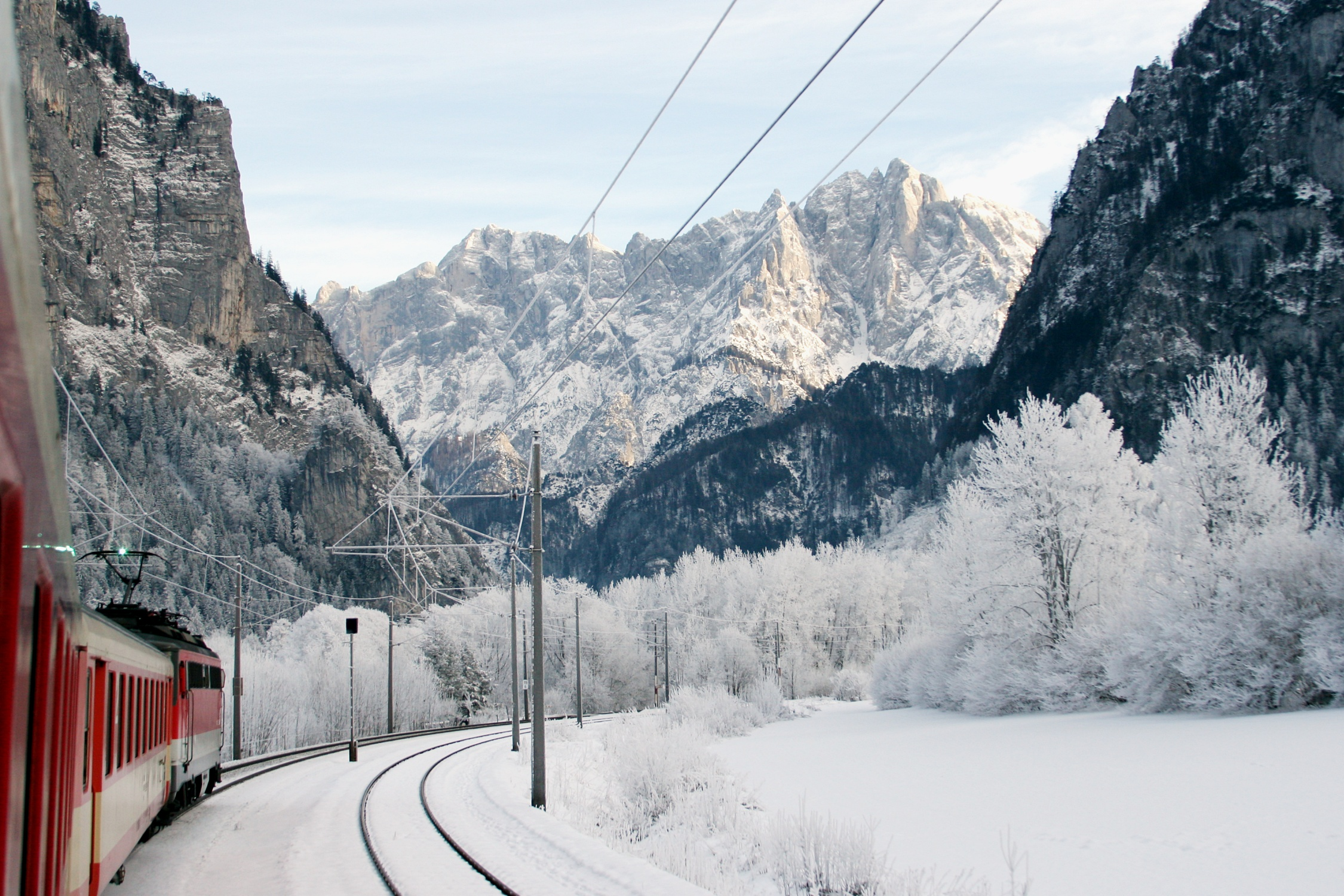
Winter im ehemaligen Bahnhof Gesäuse Eingang (Dezember 2004)

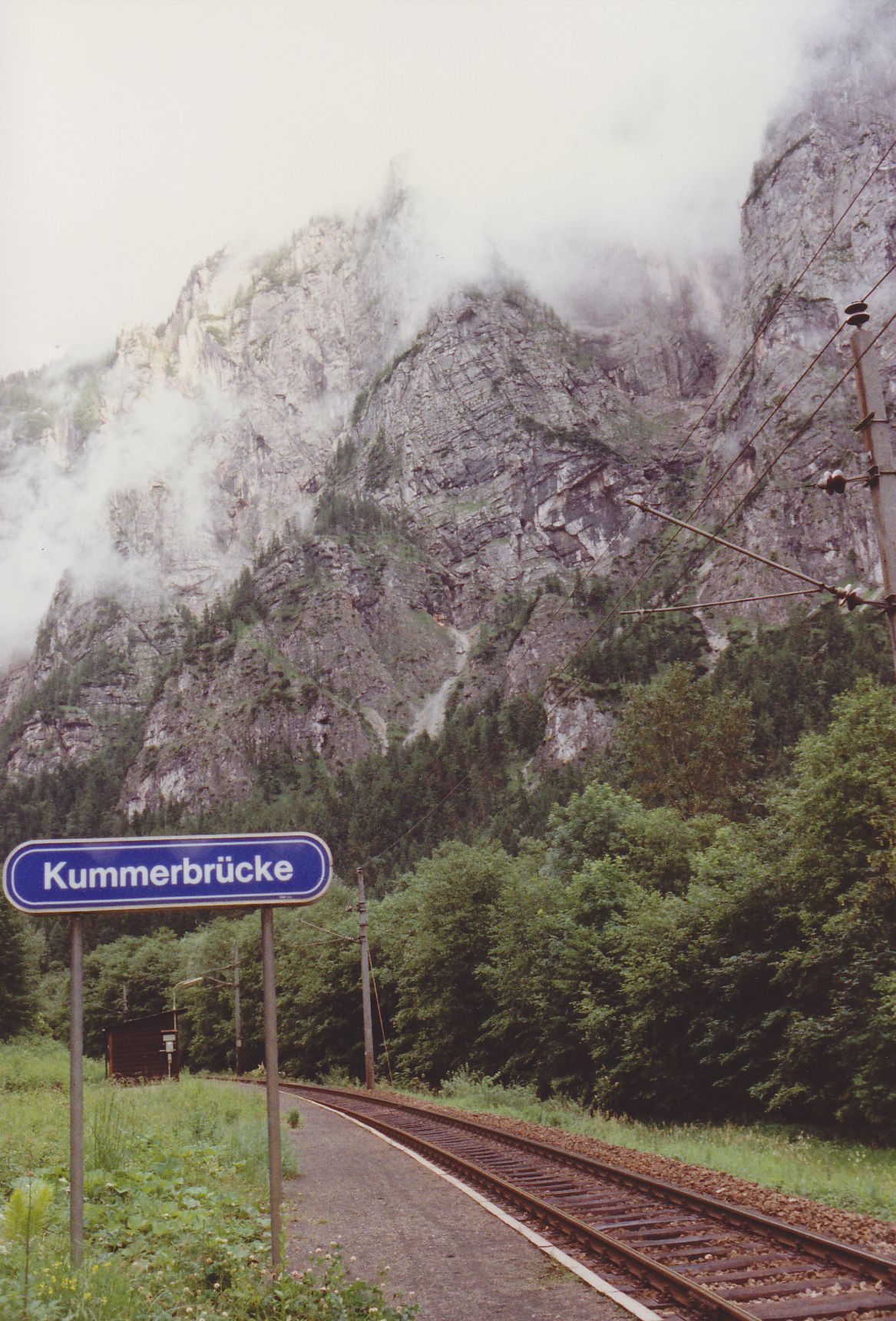
Die ehemalige Haltestelle Kummerbrücke (Mai 1988)

Die Rudolfsbahn bildete neben der Südbahn (Semmeringbahn) im Osten und der Brennerbahn sowie der Tauernbahn im Westen die dritte von vier Nord-Süd-Alpenquerungen in Österreich. Gebaut wurde sie vom mährischen Eisenbahnbauunternehmen Gebrüder Klein. Der Chefarchitekt war Otto Thienemann. Da es im eigenen Streckenbereich zu wenig Verkehrsaufkommen gab, war die KRB wirtschaftlich zu einem großen Teil vom Transitverkehr und damit von der Verkehrspolitik anderer Bahnen (hauptsächlich der Kaiserin Elisabeth-Bahn (KEB)) abhängig. So lagen alle nördlichen Endpunkte des KRB-Netzes an Strecken der Kaiserin-Elisabeth-Bahn (St. Valentin und Amstetten an der Westbahn, Schärding an der Strecke Wels–Passau).
Die wirtschaftliche Lage der KRB verschlechterte sich nach der Wirtschaftskrise von 1873 immer mehr. 1880 wurde die KRB unter staatliche Zwangsverwaltung (Sequestration) gestellt, 1884 verstaatlicht.
Nach der Verstaatlichung wurde die Flügelstrecke Amstetten–Kastenreith aufgewertet, weil die kaiserlich-königlichen österreichischen Staatsbahnen (kkStB) den Verkehr Wien–Kärnten über Westbahn und Rudolfsbahn leiteten (als Konkurrenz zur nach wie vor privaten Südbahn-Gesellschaft). Über diese Flügelstrecke wurden noch in den Jahrzehnten nach dem Zweiten Weltkrieg direkte Züge von Wien Westbf. über Amstetten und Hieflau ins Gesäuse, ins obere Ennstal und bis Bischofshofen an der Salzburg-Tiroler Bahn, damals als Teil der Westbahn bezeichnet, geführt.
Südlich von Pontafel im Kanaltal hatte die KRB Anschluss an das italienische Bahnnetz.

## Rudolfsbahn heute
Alle Strecken der ehemaligen Rudolfsbahn-Gesellschaft im heutigen Österreich gehören zum Streckennetz der ÖBB (Stand 2015).
Der Name Rudolfsbahn ist heute nur mehr für den nördlichen Abschnitt Amstetten – Waidhofen – Kleinreifling – Selzthal (Kurs 130) geläufig, sonst erinnert allenfalls der in einigen Orten entlang der Strecke vorkommende Straßenname Rudolfsbahnstraße noch daran. Das liegt daran, dass die Relation St. Valentin bzw. Amstetten–Villach–Tarvis als solche nicht mehr relevant ist.
Einzelne Abschnitte der Rudolfsbahn sind heute Teil anderer verkehrsbedeutender Relationen:
- Die Schoberpassstrecke zwischen Selzthal und St. Michael sowie die Anschlussstrecke nach Leoben sind Teil der Fernverkehrsrouten von Linz nach Graz sowie von Innsbruck und Salzburg nach Graz. Die Züge kommen von der Pyhrnbahn und der Ennstalbahn und nutzen in der Folge die Strecke nach Bruck an der Mur

- Die Strecke zwischen Leoben und St. Veit an der Glan ist Teil der heute - historisch keineswegs korrekt - als Südbahn bezeichneten Fernverkehrsverbindung von Wien, Klagenfurt und Villach, ferner verkehren hier einige Güterzüge, die hauptsächlich nach Italien oder Slowenien fahren. Zwischen St. Veit und Villach wird der Fernverkehr über die Rosentalbahn und die Drautalbahn geführt.

- Der Streckenabschnitt zwischen Villach und Tarvis wird vom Fernverkehr zwischen Wien und Venedig genutzt.

Andere Streckenteile, wie die Strecke entlang des Ossiacher Sees, haben heute nur mehr regionale Bedeutung.

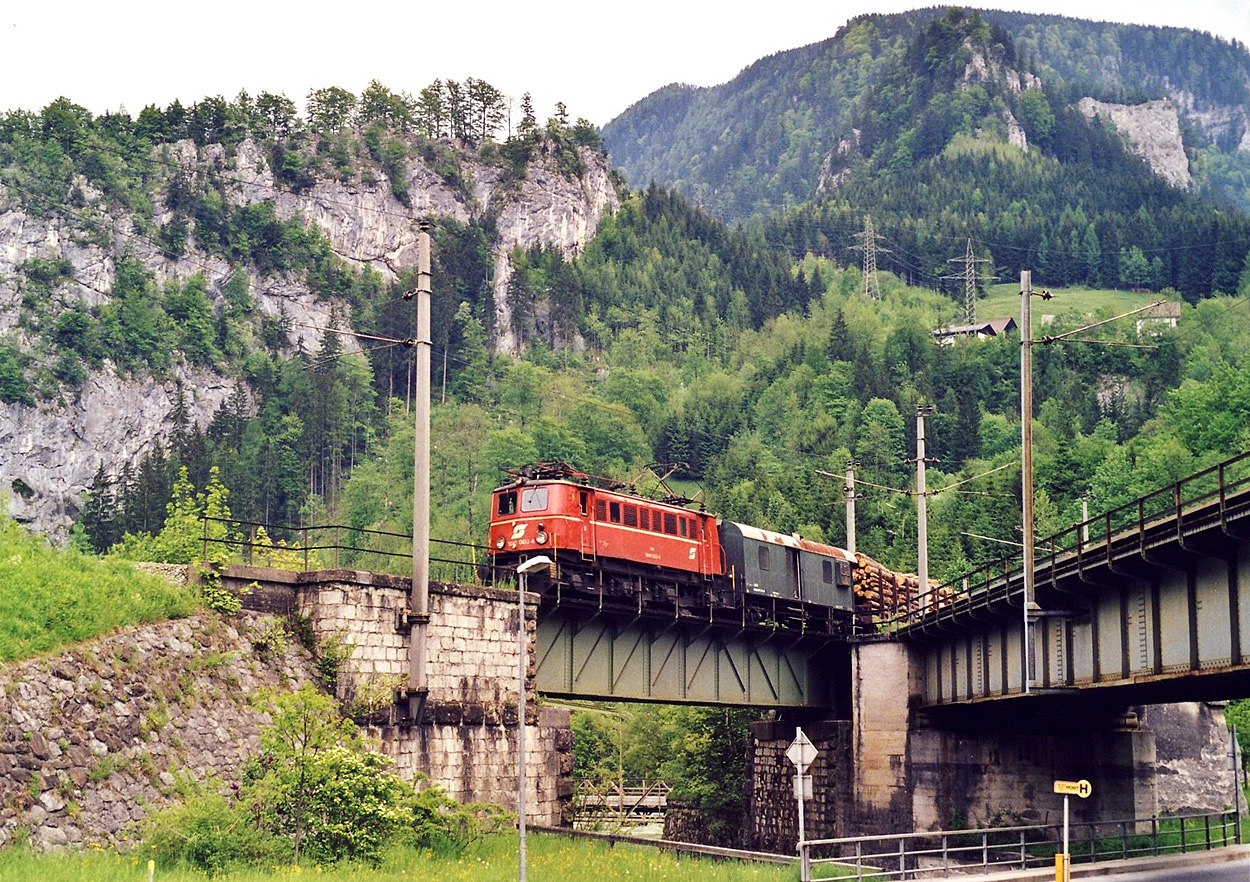
Güterzug mit Lok der Reihe 1040 in Hieflau, rechts zweigt die Strecke nach Eisenerz ab (2001)

Zwischen den Bahnhöfen Friesach und St. Veit an der Glan bzw. Villach (über Klagenfurt Hbf) wurde die Strecke zum Fahrplanwechsel im Dezember 2010 mit der S1 in die S-Bahn Kärnten eingebunden. Zwischen St. Veit an der Glan und Villach (über Feldkirchen in Kärnten) verkehrt seit Dezember 2011 die S2 und ist somit auch in die S-Bahn Kärnten integriert. Im Rahmen des neuen S-Bahn-Betriebs wurde die Taktfrequenz bzw. die Anzahl der Nahverkehrszüge erheblich erhöht, teilweise ist dies bereits mit der Einführung des Kärnten-Takts im Dezember 2008 erfolgt. Seit Dezember 2016 ist der Abschnitt St. Michael - Unzmarkt Teil der S8 der S-Bahn Steiermark.
An den ursprünglichen, durchgehenden Streckenverlauf erinnert bis heute die Kilometrierung von St. Valentin (km 0,000) bis zur Staatsgrenze bei Thörl-Maglern (km 401,045). Ab der Staatsgrenze bei Thörl-Maglern beginnt die Kilometrierung der Strecke Staatsgrenze nächst Thörl-Maglern (km 94,250) – Udine (km 0,000).

### Teilweise Einstellung des Personenverkehrs

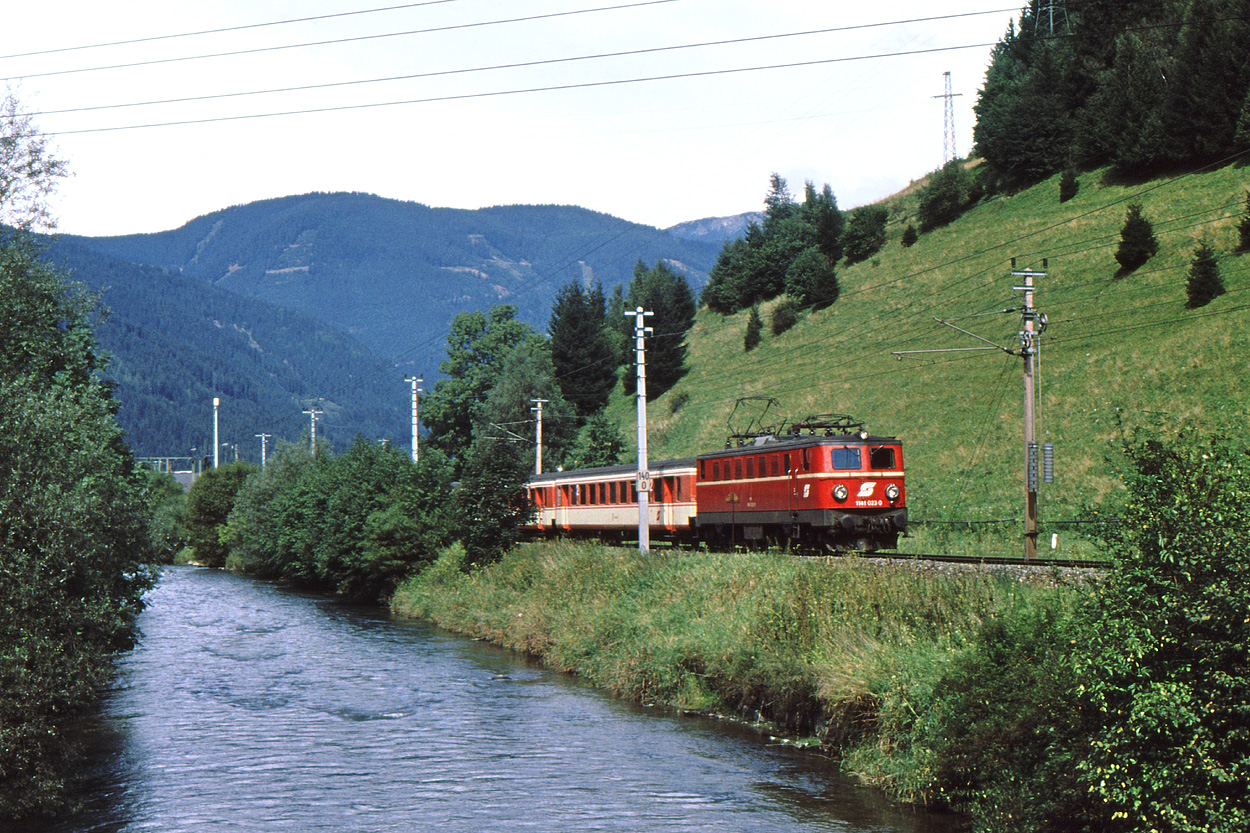
Regionalzug auf der Schoberpassstrecke bei Selzthal mit Lok der Reihe 1141 (1994)

Auf dem Streckenabschnitt zwischen Selzthal und Weißenbach-St. Gallen wurde am 6. September 2009 der Personenverkehr mit Ausnahme eines Zugpaars an Samstag, Sonn- und Feiertagen eingestellt, da seitens der ÖBB die Strecke für den Personenverkehr als nicht mehr wirtschaftlich angesehen wurde. Es wurde eine Ersatzbedienung mit Linienbussen eingerichtet. Mit der Fahrplanperiode 2019/2020 wird ein zweites Zugpaar nachmittags Richtung Selzthal, bzw. vormittags Richtung Weißenbach-St. Gallen wiedereingeführt. Zusätzlich werden beide Zugpaare bis Wien Westbahnhof durchgebunden.
Bestrebungen von Gemeindepolitikern, vor allem den Schülerverkehr vom und zum Stiftsgymnasium Admont zurück auf die Schiene zu bringen, waren bisher noch nicht erfolgreich. Mitte 2024 erschienen aber in der regionalen Tageszeitung Kleine Zeitung und der lokalen Wochenzeitung Der Ennstaler Berichte, wonach ab 2025 ein morgendlicher Taktverkehr zwischen Selzthal und Admont angeboten werden solle.

### Nebenstrecke Amstetten – Kastenreith
Auf der Strecke Amstetten – Kastenreith (– Kleinreifling) verkehrt die Linie R57 im Stundentakt. Morgens und abends werden einige Züge von Amstetten nur bis Waidhofen a.d. Ybbs geführt, an Werktagen außer Samstag fahren einige Züge von Kleinreifling bis Weißenbach-St.Gallen weiter.
Die Züge kommen am Taktknoten Amstetten grundsätzlich zur Minute 55 an und fahren zur Minute 05 wieder ab. Zur vollen Stunde gibt es eine Kreuzung der railjet-Linie Wien – Salzburg, wodurch kurze Anschlüsse Richtung Linz und Wien bestehen.
Zwischen Dezember 2017 und Dezember 2019 wurden der privaten WESTbahn GmbH für ihren Halbstundentakt Wien – Salzburg die Railjet-Trassen von der ÖBB-Infrastruktur zugewiesen, womit der Taktknoten der ÖBB in Amstetten nicht mehr gewährleistet war. Durch ein neues Fahrplankonzept, welches für Pendler Richtung Linz ausgerichtet ist, der Streichung der meisten Halte in Sonntagberg und dem Ersatz der ÖBB-Reihe 4024 durch die sprintstärkere ÖBB-Reihe 4744 konnten morgens Anschlüsse Richtung Linz und nachmittags von Linz garantiert werden. Mit Dezember 2019 konnte aufgrund des Wegfalls des Halbstundentakts der WESTbahn der Taktknoten Amstetten mit ganztägigen kurzen Umstiegen Richtung Wien und Linz wieder hergestellt worden, seitdem wird die Haltestelle Sonntagberg wieder von allen Regionalzügen bedient.
Zwischen Amstetten und Selzthal verkehren am Wochenende seit Dezember 2019 zwei Regionalzüge, welche aus bzw. nach Wien Westbahnhof durchgebunden sind und damit eine Direktverbindung aus der Bundeshauptstadt ins Gesäuse anbieten. Zwischen Dezember 2009 und Dezember 2019 verkehrte nur ein einziges Personenzugpaar am Wochenende auf der Gesäusestrecke.

## Streckenverlauf

### Amstetten – Kleinreifling

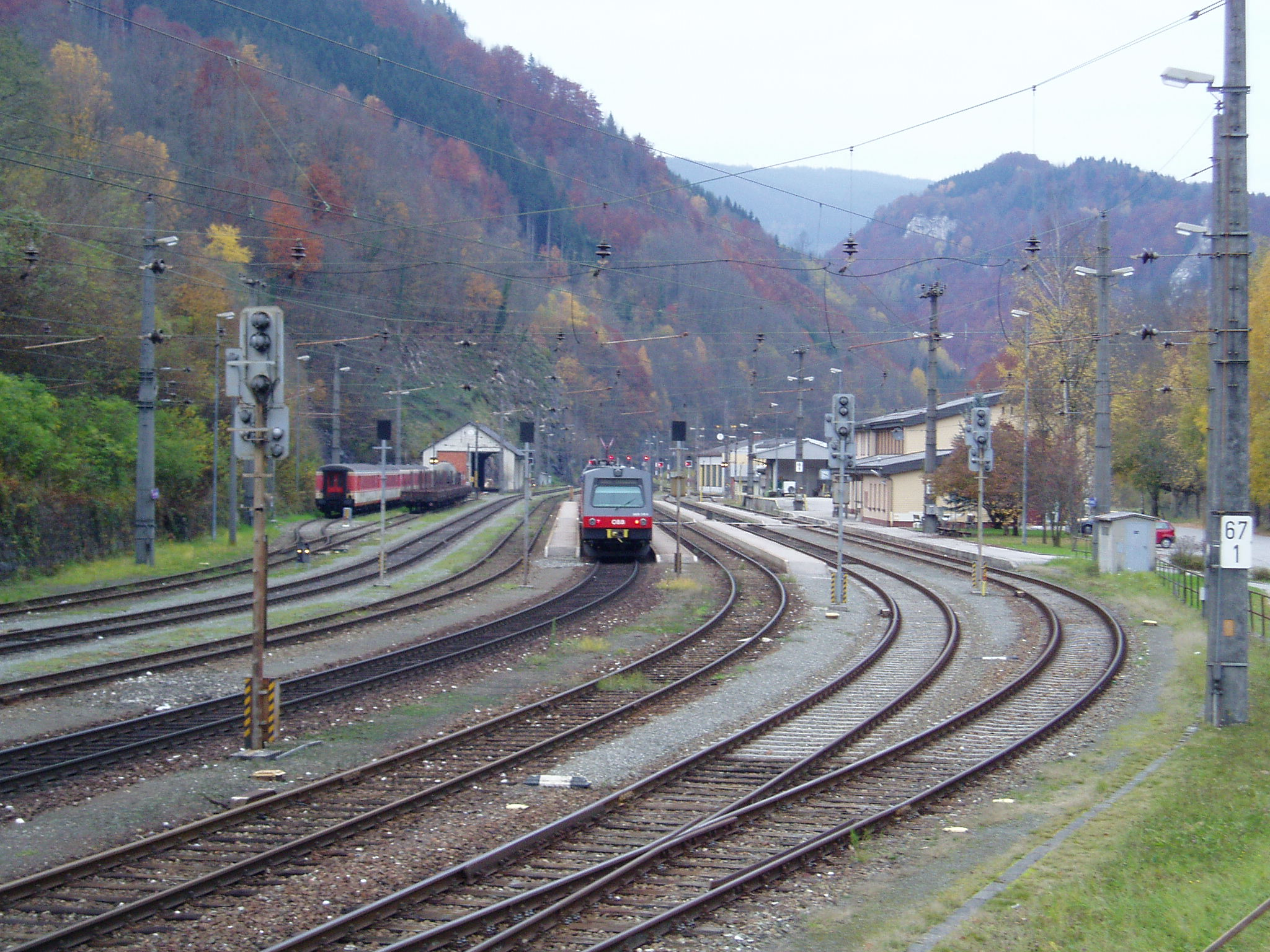
Bahnhof Kleinreifling im Herbst 2007, von Süden Richtung Norden aufgenommen

Die Rudolfsbahn verläuft ab dem Bahnhof Amstetten zunächst parallel südwestwärts der Westbahn bis auf Höhe Greinsfurth, wo sie die Westbahnachse südwärts ins Ybbstal (samt Flussquerung bei Ulmerfeld-Hausmening) verlässt. Bis kurz vor Waidhofen an der Ybbs folgt sie der rechten Talseite, ehe sie auf deren linke Flanke wechselt, Waidhofen im Westen umfährt und nunmehr in vergleichsweise breiten Seitentälern (Schwarzbach, Waidhofenbach) zum Sattel bei Oberland teils in mäßiger Hanglage gelangt. Abwärts geht es dann entlang der Gaflenz über Weyer bis zur Haltestelle Kastenreith im Ennstal, wo sich der Amstettener Ast der Rudolfsbahn mit dem Ast aus St. Valentin vereint. Zuvor wird allerdings die tief eingeschnittene Gaflenzmündung in die Enns nördlich hoch über beiden Gewässern um- bzw. überfahren.

### St. Valentin – Hieflau

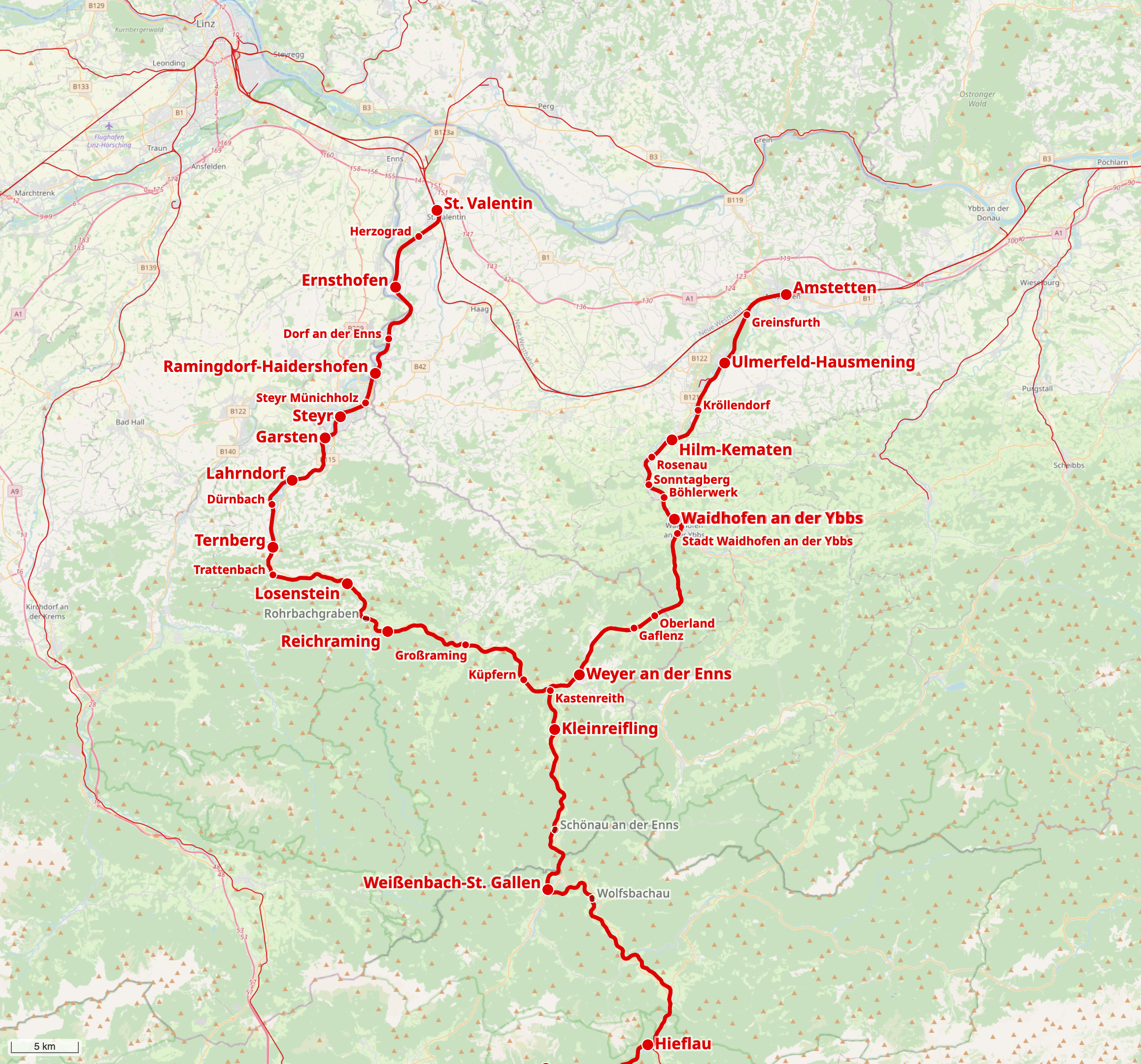
Abschnitte St. Valentin–Hieflau bzw. Amstetten–Kastenreith

Dieser Ast der Rudolfsbahn verlässt die Westbahn und den Bahnhof St. Valentin Richtung Südwesten in einer Rechtskurve und führt zunächst flach Richtung Ernsthofen, wo das rechte Ufer der Enns erreicht wird. Flussaufwärts geht es weiter nach Steyr, wo im Süden der Stadt auf die linke Uferseite direkt nach Garsten gewechselt wird. Unspektakulär meist an den malerischen Gewässerlauf angeschmiegt, wird kurz vor Kastenreith ein Bergsporn im gleichnamigen Kastenreither Tunnel durchbohrt und die Trennungshaltestelle zum Amstettener Ast der Rudolfsbahn erreicht. Der etwas weiter aufwärts gelegene Trennungsbahnhof ist indes Kleinreifling. Entlang der Enns geht es fürderhin linksufrig stets eng an den Fluss hochwassersicher geschmiegt südwärts, wenige Bergsporne werden kurz durchtunnelt. Zwischen Großreifling und Landl wird die Flussseite gewechselt und schließlich an der Erzbachmündung in die Enns der Bahnhof Hieflau erreicht.

### Hieflau – Selzthal (Gesäusestrecke)

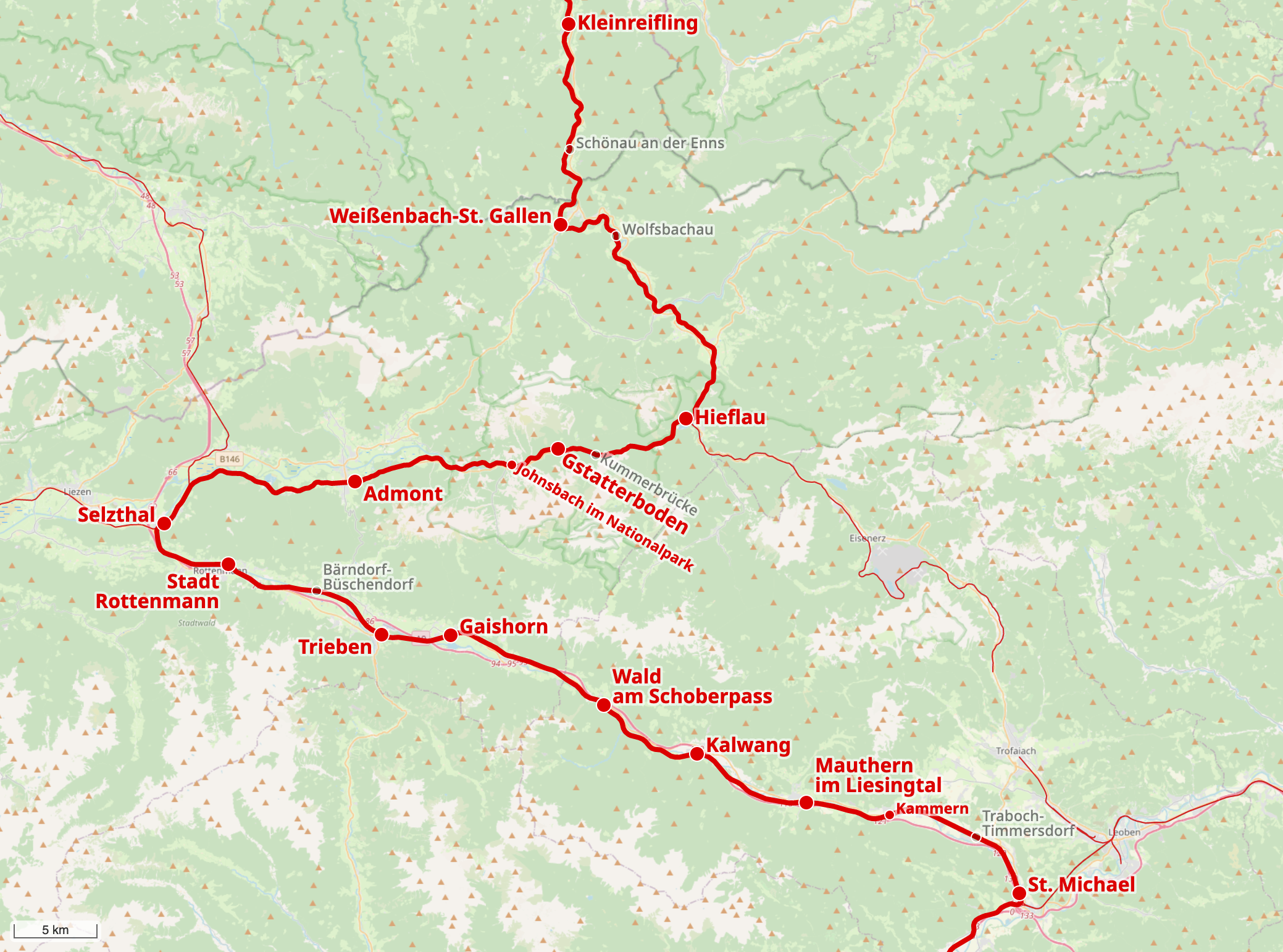
Abschnitt Kleinreifling–Hieflau–Selzthal–St. Michael

Das wildromantische Durchbruchstal des Gesäuses wird westwärts von Hieflau, dessen Bahnhof auf einer Ennsterrasse deutlich über dem Gewässer liegt, zunächst an den südlichen Steilhängen angegangen, was bereits zahlreiche Kunstbauten zur Streckenführung wie Streckensicherung wegen der hohen Reliefenergie erfordert. Bei der aufgelassenen Haltestelle Kummerbrücke wird die Enns nordwärts überbrückt und bis zum Bahnhof Gstatterboden eine etwas ruhigere Trassenführung gewählt. Weiter westwärts geht es an den Südabhängen des Großen Buchsteins zur Haltestelle Johnsbach gegenüber der gleichnamigen Talmündung. Nunmehr weiter den Bergfuß hochwassersicher kurvenreich westwärts ausfahrend, werden mittels neuerlicher Ennskreuzung die direkt ins Wasser abfallenden Steilwände und Schuttlehnen des markanten Himbeerstein am westlichen Gesäuseeingang gemieden. Der gleichnamige Kreuzungsbahnhof sowie der nun folgende Streckenteil bis Admont liegen auf einer Ennsterrasse teils weitab des Flusses im Süden am Hangfuß über dem sumpfigen eigentlichen Talboden. Hinter Admont behielten die Erbauer der Rudolfsbahn dieses Trassierungsmerkmal angesichts der teils deutlich mäandrierenden Enns bei. Bei der Paltenmündung in die Enns südlich von Pürgschachen stößt die aus Ardning am nördlichen Talhang herabgestiegene Pyhrnbahn zur Rudolfsbahn und führt nun parallel dazu (also insgesamt zweigleisig) bis in die Gleisanlagen des Knotenbahnhofs Selzthal.

### Selzthal – St. Michael (Schoberpassstrecke)
Der Bahnhof Selzthal wird entlang der Palten südwärts durch eine kurze Talenge verlassen, ehe die Rudolfsbahn am Talboden, mehrmals die Palten querend, weitgehend geradlinig Richtung Südosten strebt. Ab Gaishorn nimmt die Schoberpassstrecke an der Nordflanke des Paltentals den Endaufstieg zur Passhöhe in Hanglage in Angriff, wobei hier durch den zweispurigen Ausbau der Sonnbergtunnel und andere kleine Linienverbesserungen entstanden. Bei Vorwald überkreuzt die Bahnlinie die A9 und gelangt im flachen Sattelterrain bis Wald am Schoberpaß, bergab geht es dann im Liesingtal, zunächst (mittels Linienverbesserungen u. a. durch den Unterwaldtunnel) an der südlichen Talflanke und ab Kalwang weitgehend geradlinig am Talboden. Schließlich wird der Trennungsbahnhof Sankt Michael in Obersteiermark auf einer leichten Terrasse über dem Murtal erreicht.

### St. Michael – Unzmarkt

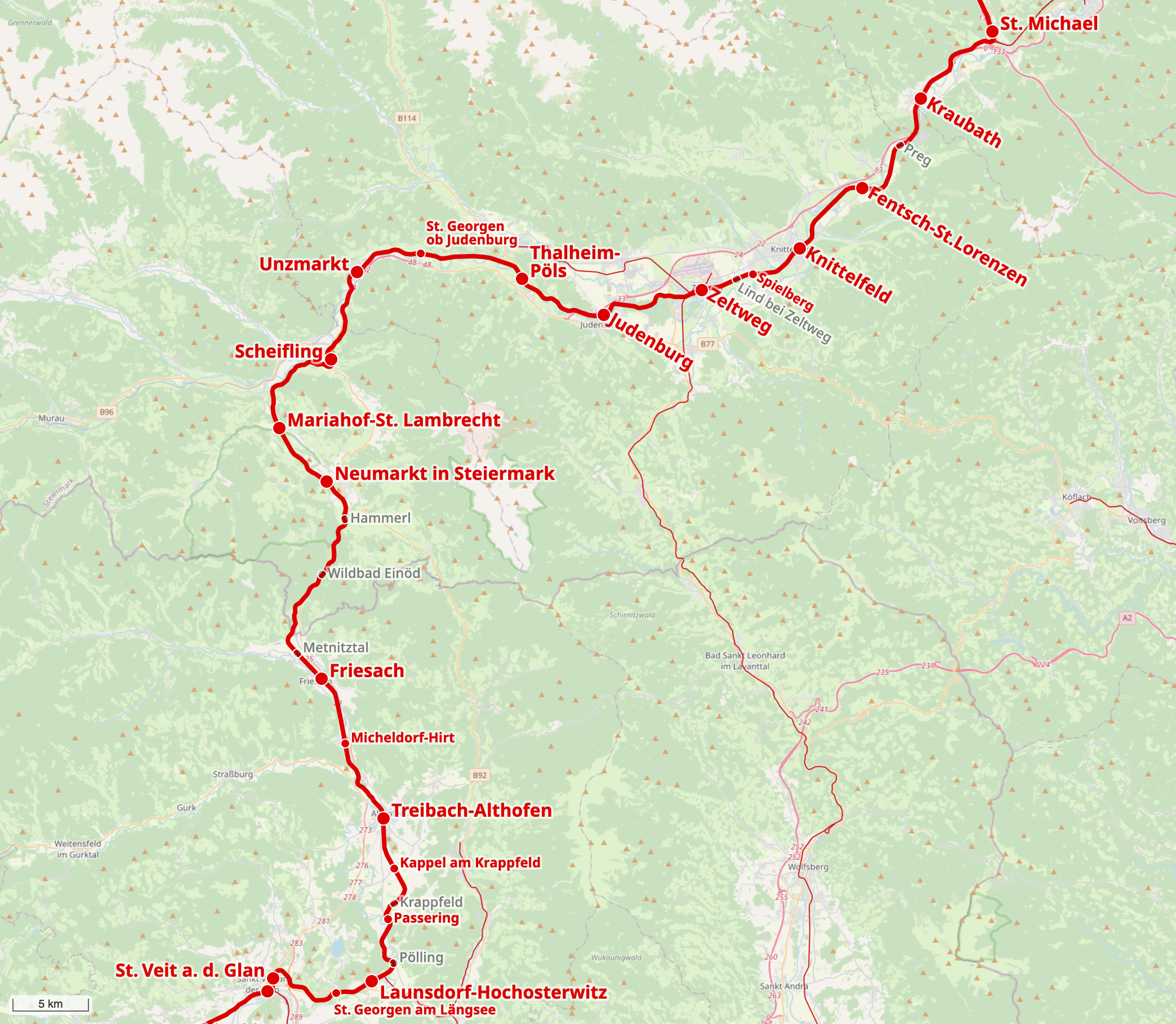
Abschnitt St. Michael – Unzmarkt – St. Veit an der Glan

Die Rudolfsbahn verlässt den Bahnhof St. Michael in einer Rechtskurve und steigt am Nordhang des Murtals bis etwa Preßnitz zum weiten Talboden ab. Nördlich der Mur bis kurz vor Preg, wo sie übersetzt wird, anschließend südlich des Flusses geht es geradlinig im Talverlauf bis zur neuerlichen Murquerung bei Knittelfeld. Geradlinig wird das Aichfeld westwärts bis Zeltweg durchmessen, wo die Bahnlinie an die wieder tiefer eingegrabene, hier mäandrierende Mur herantritt und die Talenge bei Judenburg passiert. Hernach am nördlichen Talflankenfuß teils geradlinig entlangführend, wird mit Unzmarkt der Ausgangspunkt der Bergstrecke über den Neumarkter Sattel erreicht.

### Unzmarkt – St. Veit an der Glan
Im Bahnhof Unzmarkt zweigt die Murtalbahn, im Talboden weiterführend, von der Rudolfsbahn ab, während diese auf die rechte (hier westliche) Talflanke (sowohl Fluss als auch Schmalspurbahn) übersetzt und umgehend mit dem steilen Anstieg aus dem Tal heraus beginnt. Scheifling wird dabei mit einer südwärts gerichteten Kehrschleife umfahren und etwa 100 Höhenmeter über dem Talboden bei Teufenbach über der Burg Altteufenbach südwärts an den Seitengräben des mächtig eingeschnittenen Thajabachs der Kulminationspunkt der Rudolfsbahn mit knapp 900 Höhenmetern ü. A. erreicht: Den nun gegen Süden hin flach abfallenden Neumarkter Sattel mit seinem Bahnhof Mariahof-St. Lambrecht. Entlang kleinerer Gewässer erreichen wir bei Hammerl die Olsaklamm. Dem gleichnamigen Gewässer folgt die Trasse im weiterhin engen Tal mit – auch aufgrund des zweispurigen Ausbaus – zahlreichen Kunstbauten bis zu seiner Weitung kurz vor Friesach, wo das Metnitztal zustößt. Geradlinig folgt die Linie dem weiten Talboden bis Althofen, wo kurz vorher (bei Pöckstein-Zwischenwässern) die von Westen zufließende Gurk den Talnamen übernahm. Südlich von Althofen wird die Terrasse des Krappfelds bis an dessen Geländekante zum Silberbach hin durchmessen, an welcher bei Passering wieder die Gurk erreicht, überschritten und deren Westseite bis Launsdorf gefolgt wird.
Bei Launsdorf biegt das Gurktal Richtung Südosten ab. Die ursprüngliche Trassenführung folgte nach dem Bahnhof Launsdorf-Hochosterwitz dem Ziegelbachtal durch Podeblach und Untermühlbach bis Glandorf südlich von St. Veit an der Glan (siehe auch: Bahnhof St. Veit an der Glan). Ab 1912 wurde die Trassenführung dergestalt geändert, dass über dem Ziegelbachtal westwärts in einer Kehrschleife entlang der Geländekante des Beckens von St. Veit an der Glan die alte Herzogstadt östlich tangiert und der neue Bahnhof St. Veit erreicht wird.

### St. Veit an der Glan – Villach

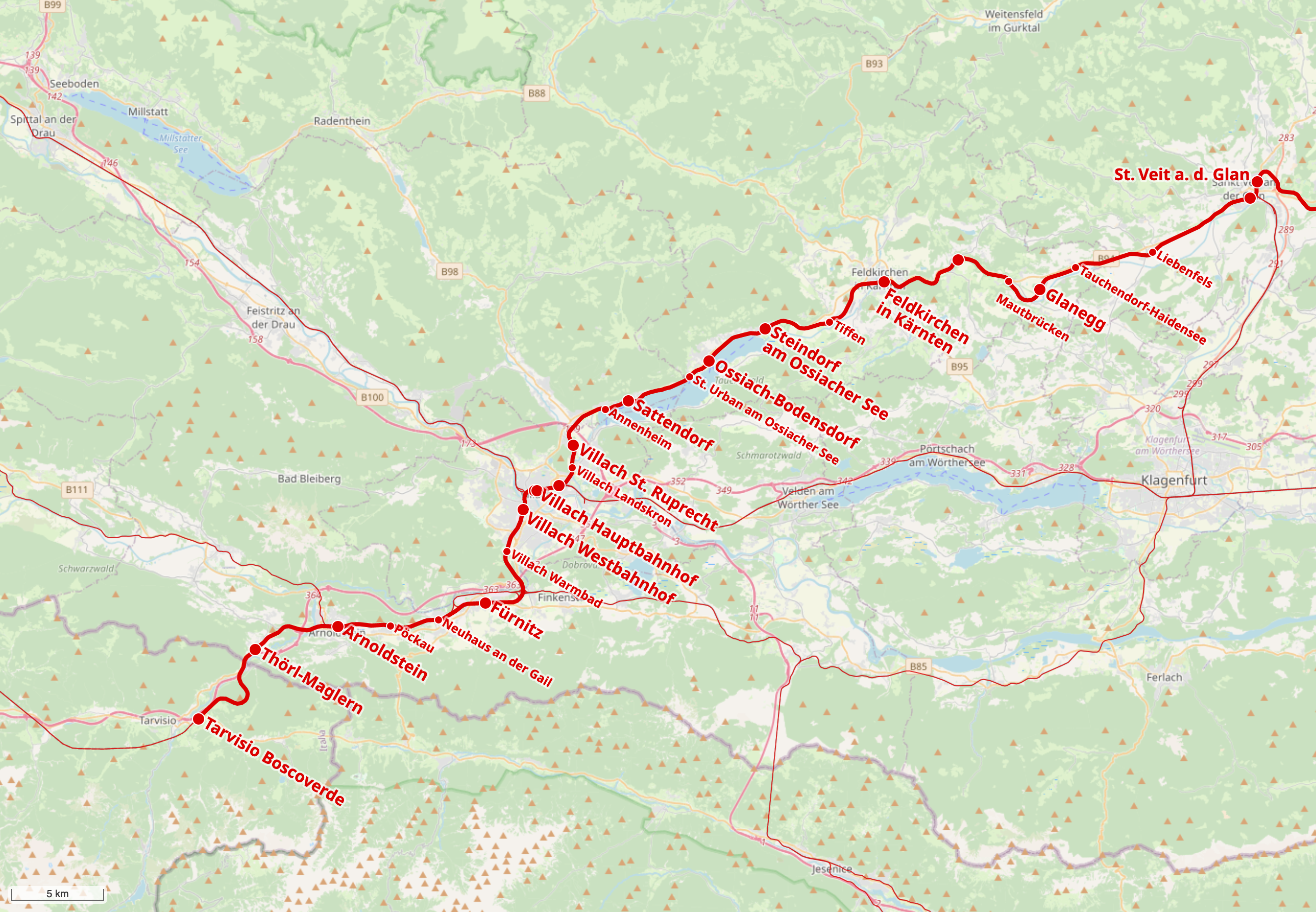
Abschnitt St. Veit an der Glan–Feldkirchen–Villach–Tarvisio Boscoverde

Heute wird der Bahnhof St. Veit an der Glan in einer Rechtskurve Richtung Glantal verlassen und der vor 1912 eigentliche Bahnhof von St. Veit, heute Westbahnhof genannt, erreicht. Ursprünglich mündete die Rudolfsbahn, von Glandorf herauf kommend, in den heutigen Westbahnhof – das seit 1912 bestehende Gleisdreieck in der Stadt zeugt noch von der Eisenbahnhistorie.
Am nördlichen Bergfuß des weiten Glantals, ab Glanegg südlich des Gewässers im engeren Talboden strebt die Linie westwärts bis Feldkirchen, wo die kaum merkliche Talwasserscheide zum Tiebelbach und seinem breiten Tal überwunden wird. Neuerlich am Fuß der nördlichen Bergflanke geht es zum Ossiacher See, dessen Nordufer ab Steindorf gefolgt wird. Am Westende des Sees, bei Annenheim, quert die Rudolfsbahn den Talboden des Seebachs an die Westseite (St. Ruprecht) und erreicht südwärts, an Landskron vorbei, den Hauptbahnhof Villach.

### Villach – Tarvis
Ursprünglich, noch heute am nördlichsten Gleisverlauf des Hauptbahnhofs Villach zu erkennen, tangierte die Rudolfsbahn hier den früheren „Südbahnhof“ und stieg ausholend – ebenfalls noch im Betrieb – zur Draubrücke Richtung Villach Westbahnhof an. Villach Westbahnhof war zunächst der Bahnhof der Rudolfsbahn, ehe diese verstaatlicht wurde. Am westlichen Bergfuß des Gailtals geht es nun bis zur Westwendung bei Fürnitz geradewegs nach Süden. Besagte Westwendung in einer Rechtskurve, nach Übersetzung der Gail, beinhaltet auf kleinem Raum gleichzeitig den Abzweig der Karawankenbahn und die Einfahrten zum Verschiebebahnhof Fürnitz. Die Rudolfsbahn hält sich südlich der riesigen Bahnanlagen, verlässt bei Neuhaus an der Gail das Haupttal und erreicht über eine weite Seitensenke Arnoldstein und das Gailitztal.
Letztere wird überbrückt, aber nun nicht dem unwegsamen Gailitztal, sondern einem Seitenbachtal steil bergan bis Thörl-Maglern gefolgt, wo hoch über der Gailitz am Westhang parallel zur Südautobahn die Staatsgrenze zu Italien passiert wird. Kurz dahinter taucht die neue italienische Trassenführung der Pontebbana nach Flussquerung in den im Massiv des gleichnamigen Berges liegenden Leilatunnel, um kurz darauf in den an der südlichen Talflanke neu angelegten Bahnhof Tarvisio Boscoverde einzufahren.
Die ursprüngliche Trasse, heute aufgelassen, verlief in steiler Nordhanglage mit zahlreichen Kunstbauten bis zum ehemaligen italienischen Grenzbahnhof Tarvisio Centrale mitten im gleichnamigen Ort Tarvis. Kurz vor Tarvis – nach dem südlicheren Tunnel von Coccau – geht hier der Alpe Adria Radweg auf die zu diesem Zwecke erhaltene Trasse der Alten Pontebbana über.